# Гу Цзеган
Гу Цзега́н (кит. трад. 顧頡剛, упр. 顾颉刚, пиньинь Gù Jiégāng; 8 мая 1893 — 25 декабря 1980) — китайский историк, один из основателей современной историографии КНР. Происходил из семьи потомственных конфуцианских учёных, видный деятель «Движения за новую культуру». Получил традиционное китайское образование, в 1920 году окончил философский факультет Пекинского университета, его наставником был Чжан Бинлинь. Историк воспринял идеи своего учителя об объективности в работе и независимости от политических сил, хотя и испытывал влияние Кан Ювэя, призывавшего поставить историю на службу современности. Далее работал в ряде учебных заведений столицы, много публиковался, принимал участие в работе научных обществ. В 1937—1954 годах работал в учебных заведениях Ланьчжоу, Куньмина, Чунцина, Шанхая. В 1948 году был избран в Академию наук Китая. После 1954 года работал в Институте истории Академии наук КНР, был депутатом ВСНП 4-го и 5-го созывов. Состоял в руководстве Ассоциации по изучению романа «Сон в красном тереме», Всекитайского союза работников культуры, Китайского исторического общества, являлся вице-президентом Китайского общества фольклористов, консультантом Общества китайских исторических архивов.
Вместе с Ху Ши обосновывал концепцию «недоверия к древности». Выступил против методологии традиционной китайской историографии, основанной на тезисе о едином происхождении китайской нации и её центростремительном развитии. С 1926 года Гу Цзеган начал издание своего главного труда «Критика древней истории» (кит. 古史辨, пиньинь Gǔ shǐ biàn, палл. Гу ши бянь), который вызвал большую дискуссию. Все семь томов труда (Гу Цзеган принимал участие в составлении пяти из них) вышли к 1941 году и неоднократно переиздавались. Учёный выдвинул гипотезу о фальсификации древнекитайской истории в период IV—III веков до н. э., что связывал с общественными процессами и становлением конфуцианской элиты. Прямо связывал интересы доминирующих социальных слоёв с течениями в историографии, проводил параллели в конструировании государственного мифа эпохи Хань и своей современности.
Гу Цзеган также занимался исследованиями китайской этнографии, фольклора, исторической географии. В ходе данных штудий убедился в отсутствии неизменной национальной сущности ханьского этноса, продемонстрировал большую роль заимствований и внешних влияний на развитие китайской цивилизации. Не принял гоминьдановского национализма, который был в своей основе модернизированным конфуцианством, и после 1949 года остался в КНР. В последний период своей жизни не занимал административных постов, не принимал участия в общественных кампаниях и дискуссиях. Несмотря на то что он подвергался критике во время «Культурной революции», Гу Цзеган не был арестован и продолжал работать. Работал, преимущественно, над подготовкой научных изданий традиционных исторических источников; в течение всей жизни занимался изучением «Шан шу». В 1971 году по личному указанию Чжоу Эньлая был назначен главой современного научного издания «24 династических историй»; этот проект был завершён в 1977 году. В 2010 году опубликовано его полное собрание сочинений в 62 томах, включая 12 томов дневников 1913—1980 годов и 5 томов переписки.

## Биография

### Происхождение. Становление (1893—1912)

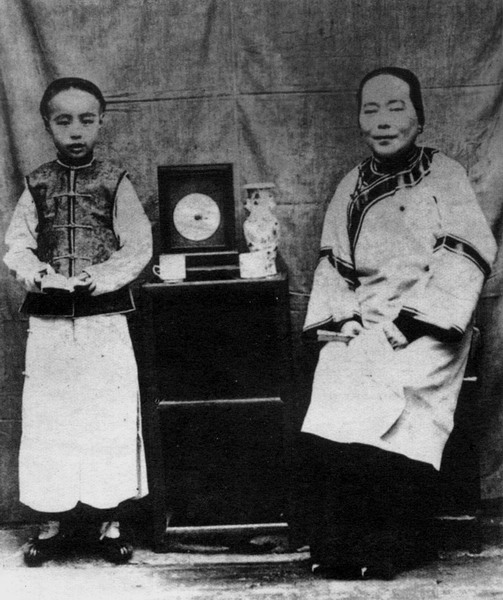
Гу Цзеган с бабушкой. Фото около 1900 года

Семейство Гу изначально происходило из Цзянсу и обосновалось в Сучжоу в царствование минского императора Ваньли. Основатель данной ветви рода — Гу Вэйтин — был богатым помещиком, который предпочитал жить в городе. Первым конфуцианским учёным-чиновником в семье стал Гу Чжусянь (1613—1668), который получил высшую степень цзиньши на столичных экзаменах и служил начальником уезда в Шаньси, а затем перешёл на повышение в Министерство чинов в должности юаньвайлан. У него было 4 наложницы и 11 сыновей, которые образовали разветвлённый клан успешных чиновников и интеллектуалов. Комментарии Гу Динцзы (1615—1673) к сочинениям Хань Юя и Гу Сыли (1665—1722) к «Ши цзину» были включены в императорскую библиотеку-серию «Сыку цюаньшу». Император Канси во время путешествия в Цзяннань, назвал Гу Сыли «первым из местных учёных». Однако к концу XVIII века род захирел, и в нём более не было успешных чиновников. Дед будущего историка — представитель четвёртого поколения Гу Чжии (1844—1909) — вновь удостоился первой учёной степени, однако из-за Тайпинского восстания потерял всё и работал аптекарем. У его старшего сына Гу Цзыцю 8 мая 1893 года в семейном доме «Хуаюань» в переулке Сюаньцяо родился его единственный сын, названный Сункунь (кит. 诵坤). Мать — урождённая Чжоу Куньхэ — скончалась от чахотки, когда сыну исполнилось 6 лет. Родным языком Гу Цзегана был диалект Сучжоу языка или диалекта китайского языка У.
В автобиографии Гу Цзеган отмечал, что детство его было безрадостным, а отношения с требовательным отцом — сложными. Мать также была сурова со своим сыном, и однажды избила его за ночное недержание мочи. Наибольшую роль в его первоначальном воспитании и образовании сыграла бабка, урождённая Ван (она скончалась в 1900 году); в спальне которой он ночевал до 18-летнего возраста. Главное влияние на становление Гу — интеллектуала, оказал бездетный дядя Гу Цзыпань — брат отца. Он, отметив, что у талантливого племянника слабое здоровье (до своего восьмилетия тот трижды оказывался при смерти), следил за режимом питания и физической активностью. Оборотной стороной тотальной опеки и исключительно интеллектуального развития стало то, что даже в зрелые годы Гу Цзеган был совершенно беспомощен с бытовой точки зрения. Образование его представляло собой смесь традиционных методов и внедряемого европейского воспитания. Гу Цзеган рано научился читать, и родные не жалели средств на пополнение его библиотеки. Уже в двухлетнем возрасте мать и бабка учили его по «Троесловию» и «Тысячесловию». После того, как он освоил грамоту, в 1896 году дядя взялся наставлять его по антологии «Категории стихов», но Гу Цзеган тогда ещё не понимал их. Тогда он дал племяннику для заучивания наизусть поэмы об астрономии и географии. Первым учителем стал дед — Гу Чжии, который считался большим знатоком словаря «Шовэнь», и привил внуку любовь к истории. В 1898 году дед нанял учителя (имя его не сохранилось) для занятий «Четверокнижием», начав с канона «Да сюэ», а по «Чжун юну» наставлял сам. Для общего развития 5-летнему Гу Цзегану давали читать «Описание мира» японца Окамото и переводы на китайский язык газеты «Таймс» (Ваньго гунбао), выпускаемой английским миссионером Тимоти Ричардом. К 6-летнему возрасту Гу-младший выучил наизусть «Луньюй» и уже взрослым говорил, что его фрагментарность была очень нелёгкой для столь юного ума. Тогда же он освоил «Мэн-цзы», который из всего классического канона нравился ему больше всего. В 1901 году настала очередь «Пятикнижия», причём если «Цзо чжуань» породил «чувство красоты истории», то «Ши цзин» вызвал отвращение. Наконец, родители стали выписывать 9-летнему сыну журнал «Новый народ», выпускаемый в Японии Лян Цичао, что сильно способствовало росту бунтарства и одновременно привило чувство стиля, поскольку Гу Цзегана стали обучать искусству восьмичленных сочинений.
С 11-летнего возраста его отпускали в книжную лавку самостоятельно, и в среднем он покупал по 500—600 томов в год, не желая быть зависимым от публичной библиотеки; вдобавок, Сучжоу и в начале XX века ещё оставался центром традиционной книжности. Преимущественно, он руководствовался каталогом издательств «Хубэй гуаньшу» и «Шанъу иншугуань»; в числе приобретённых книг была переводная «История цивилизации Запада». К 12 годам Гу Цзеган одновременно постигал «Ли цзи», философию Чжу Си и Лян Цичао, и выписывал журнал «Дунфан цзачжи». После отмены государственных экзаменов в 1905 году, его отдали в среднюю китайско-европейскую школу Сучжоу (苏州中西学堂), в которой обучение шло в русле западного («научного») метода, впрочем, взрослый Гу Цзеган характеризовал школу как «место, в которой убивали китайскую молодёжь». Далее он возобновил с дедом занятия «Пятикнижием» (вплоть до его кончины в 1909 году), увлёкся «Шан шу», который впервые мог прочитать осознанно, но «Чжоу и» вызывал у Гу отвращение. Постоянное чтение газеты «Национальная культура» и открытие труда Тань Сытуна «Жэнь сюэ» в 19-летнем возрасте окончательно сформировали радикальные стремления молодого человека.

### Социалистическая партия. Высшее образование (1912—1920)

#### Вовлечение в политику

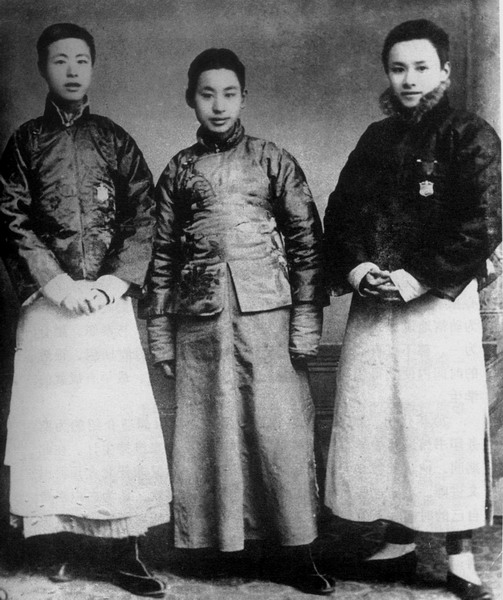
Гу Цзеган, Е Шэнтао и Ван Басян в год вступления в Социалистическую партию (1912)

К началу Синьхайской революции и окончанию школы Гу Цзеган в политическом отношении оставался монархистом, чему способствовало влияние Лян Цичао, а также общая консервативность его родных и школьного начальства. Практически единственным источником, который позволяет судить о его переходе на социалистические позиции, являются собственные воспоминания Гу Цзегана разных лет, которые могли быть искажены за давностью времени или соответствовать текущему политическому моменту. Очевидно, что переломным для его настроений оказалось Учанское восстание октября 1911 года, с которым будущий учёный столкнулся через прессу. Его супруга У Чжэнлань (они были обручены с 1906 года и поженились в 1910 году) опубликовала в газете «Times для женщин» (妇女时报) передовую статью «Женщина и революция», в которой отстаивала полное равноправие женщин, призывала даровать им не только избирательное право, но и право военной службы. Сам Гу Цзеган в автобиографии писал, что революция всколыхнула надежды избавиться от гнёта иноземной династии, семейного диктата и власти денег. Сам он пришёл в революцию в результате сотрудничества с газетой «Независимость народа» (民立報). По мнению Ли Цзяжуна, под «социализмом» в то время Гу Цзеган понимал анархизм, который широко распространялся в Китае. В январе 1912 года в Сучжоу был основан филиал всекитайской Социалистической партии, на учредительном заседании которой присутствовал Гу Цзеган и его товарищи по школе — будущий писатель Е Шэнтао и историк Ван Басян, который и предложил пойти; вместе же они вступили в партию. На заседании выступал председатель партии — Цзян Канху. Гу Цзеган сделался сотрудником отдела пропаганды, и одной из первых его публикаций стала объёмная статья «Социализм и идея государства», публиковавшая с продолжением в «Социалистическом партийном ежедневнике». Из этой статьи следует, что 19-летний Гу Цзеган считал главным ориентиром для развития Китая соседнюю Японию, противопоставлял национализм и интернационализм, а также цитировал Тань Сытуна, когда обосновывал нерациональность государства. Впрочем, период увлечения анархизмом оказался очень недолгим. Когда Цзян Канху перешёл на сторону Юань Шикая, и в партии произошёл раскол, Гу Цзеган последовал за ним. Возможно, сказалось и влияние председателя Сучжоуского отделения Чэнь Илуна. Первоначальный энтузиазм постепенно угасал, партия переживала упадок. В середине 1912 года Гу Цзеган помогал Чэнь Илуну в создании отделений в Тяньцзине и Пекине. Там же произошло знакомство с Лу Синем, который тогда состоял в Социалистической партии. После переворота Юань Шикая в 1913 году, партия была распущена.

#### Пекинский университет
Весной 1912 года по воле отца Гу Цзеган поступил на подготовительное отделение Пекинского университета. Е Шэнтао всячески советовал ему приносить пользу обществу и выбрать факультет сельского хозяйства. Сам Гу Цзеган переживал тяжелейшую депрессию, и глубоко погрузился в изучение доктрин буддизма, а также пытался отвлечься, посещая театральные представления. Он увлёкся новым театром европейского типа, и в его дневнике не менее 20 000 иероглифов были посвящены описанию впечатлений. Ли Цзяжун отметил, что по ряду причин Гу Цзеган в последующие годы избегал упоминать о своём интересе к буддизму, и отрицал это вероучение в автобиографии. Однако в предисловии к «Критике древней истории» 1926 года, историк прямо писал об исповедании буддийской веры, и что именно она стала причиной его поступления на философский факультет. Ля Цзяжун отмечал в этом контексте, что социальный идеал Цзян Канху иногда описывался в буддийской терминологии, а членом Социалистической партии состоял и Тайсюй. К занятиям в бакалавриате Гу Цзеган приступил только в 1916 году; в списке зачисленных он стоял на пятом месте. Длительность обучения в университете (7 лет) объяснялась тем, что из-за тяжёлых заболеваний он прерывал занятия в 1915 и 1918 годах. Главным ориентиром для его дальнейшего развития стали лекции Чжан Бинлиня; с его публикациями эмигрантского периода Гу был знаком ещё в школьные годы, но не мог тогда оценить по достоинству. Систематичность мышления и чёткая целеустремлённость Чжана потрясли молодого человека, и ещё во время пребывания на подготовительном отделении он попросился к нему в ученики. Эти отношения сыграли ключевую роль в его становлении как профессионального историка. В это же время он впервые прочитал трактат Кан Ювэя «Исследование подложных канонов Синьского учения», и обратился к научной критике конфуцианских канонов. В начале 1917 года ректором Пекинского университета стал Цай Юаньпэй, который взялся провести реформу образовательного и научного процесса. На факультет были приняты как новаторы и радикалы разных школ — Ху Ши, Чэнь Дусю, Ли Дачжао; так и консерваторы — Лян Шумин, Гу Хунмин, Лю Шипэй, напряжённые дискуссии между которыми определяли климат на факультете. Соседом Гу Цзегана по комнате в общежитии стал Фу Сынянь; его товарищи издавали журнал «Новые идеи» и активно пропагандировали перевод литературы на язык байхуа. В январе 1918 года Гу Цзеган опубликовал в нём своё первое полноценное исследование — статью «Старое и новое», которую потом переделал и публиковал под названием «Недавние перемены в академических кругах Китая». В этой статье молодой учёный доказывал, что китайская и европейская мысль развивалась в одном и том же направлении, и огульное отрицание национальной культуры столь же губительно, как и слепое следование авторитетам прошлого. К этому же времени относилось знакомство и первая дискуссия с лингвистом Цянь Сюаньтуном, который в то время был активным пропагандистом эсперанто. В августе 1918 года в Сучжоу от туберкулёза скончалась жена Гу Цзегана, который обвинил своего отца в том, что тот вовремя не обратился за медицинской помощью. Эти переживания отразились в ряде публикаций о традиционном мышлении в журнале «Синь циннянь». Переживая кончину жены (Ван Басян пригласил его к себе, чтобы отвлечься), Гу Цзеган закупил 1500 томов книг, и наделал много долгов, с которыми не мог расплатиться.
В отличие от большинства своих однокашников по университету, Гу Цзеган не участвовал в «Движении 4 мая» 1919 года, поскольку находился на малой родине, и не рассматривал вариантов продолжения обучения за границей. После повторной женитьбы он тратил по 10 часов в день на повышение своего профессионального уровня как историка, и благополучно закончил Пекинский университет в 1920 году.

### Пекин — Гуанчжоу — Пекин (1920—1937)

#### Эра милитаристов

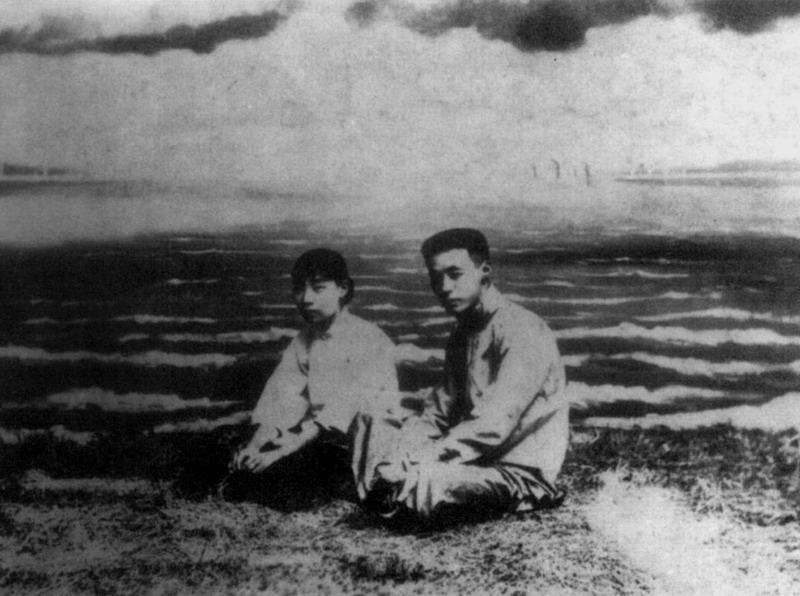
Гу Цзеган с женой Инь Люйань. Сучжоу, август 1920 года

Окончив Пекинский университет, 27-летний Гу Цзеган был оставлен в нём библиотекарем-каталогизатором. Ху Ши предложил ему написать предисловие к классическому роману «Речные заводи», что впервые обратило внимание Гу Цзегана на то, что к историческому материалу также можно прилагать литературоведческие подходы и рассматривать историю как сюжет. Зимой Ху Ши предложил ему работать над трактатом раннецинского мыслителя Яо Цзихэна «Исследование подложных книг древности и современности» (古今伪书考) и попытаться генерализировать его метод распознавания лингвистических подделок. На следующий год Гу Цзеган совмещал должность библиотекаря и ассистента кафедры китайского языка, во вновь открытом в январе 1921 года Института китайских исследований. В этот период исследователь окончательно сформулировал задачу критического исследования корпуса первоисточников по древнейшей и древней истории Китая. Не оставлял он и занятий романом «Сон в красном тереме», о содержании, авторстве и стиле которого интенсивно дискутировал (лично и по переписке) с Ху Ши и Юй Пинбо. Данные материалы были опубликованы лишь в начале 1980-х годов. Начиная с 1922 года Гу Цзеган начал регулярно вести подробные дневниковые записи, которые практически не прерывались в последующие полвека. Впрочем, из-за собственного нездоровья и болезней родных, Гу провёл на родине в Сучжоу, и зарабатывал на жизнь составлением учебников по истории и китайскому языку для издательства «Шанъу иншугуань». Параллельно, он сопоставлял взаимное цитирование в «Шан шу», «Ши цзине» и «Лунь юе», и выявил неоднородность их текста и постепенность его складывания. Произошло также знакомство с Ван Говэем; их переписка по указанным вопросам была опубликована в 1983 году. В 1923 году Гу Цзеган опубликовал свою первую статью по проблемам древней истории, вошедшую затем в «Критику древней истории». Здесь была впервые предложена теория стадийного формирования историографии китайской древности. С декабря 1923 года Гу Цзеган вернулся на работу в Пекинский университет и немедленно отправился на археологические раскопки в Хэнань. В 1924 году он был принят доцентом Исследовательского института и назначен редактором университетского ежеквартальника по разделу этнографии и фольклора. По совместительству он работал в средней школе «Кундэ» при университете. В 1925 году издаваемый им журнал «Фольклористика» сделался еженедельником; активного участия в событиях 30 мая он не принимал. С 1926 года началось издание «Критики древней истории», которой было предпослано обширное предисловие с описанием методологии её изучения. Книга вызвала сенсацию в интеллектуальных кругах, и Гу Цзеган был приглашён в университеты Шанхая и Сямэня, совмещая курсы лекций и посещения древлехранилищ. Ещё в Пекине состоялось знакомство с американским миссионером и синологом Артуром Гуммелем. Лоренс Шнейдер отмечал, что у активности Гу Цзегана этих лет была и сугубо внешняя причина: конфликт Фэн Юйсяна, У Пэйфу и Чжан Цзолиня, ввергший Пекин в хаос и приведший к третьей войне Чжилийской и Фэнтяньской группировок.

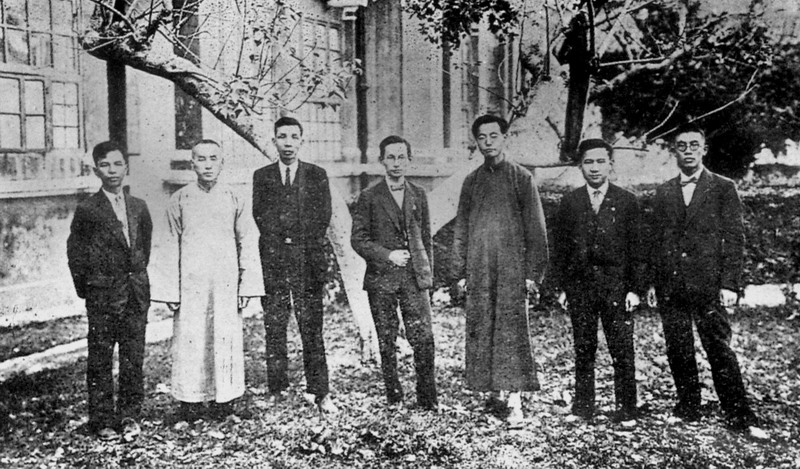
Гу Цзеган (третий справа) среди сотрудников отделения археологии Университета Сунь Ятсена. Фото 1928 года

Отношения с коллегами, в том числе знаменитыми, складывались нелегко. Когда Гу Цзеган пытался устроиться в Сямэне, в университете уже работал Лу Синь, который воспринял его крайне враждебно, через призму принадлежности к «клике Ху Ши». Вдобавок они совершенно расходились в политических симпатиях: Гу Цзегана раздражали студенческие волнения, Лу Синь не скрывал симпатий к левым, вдобавок, после ареста нескольких своих учеников он разочаровался в гоминьдановской революции. В результате Лу Синь уже через семестр отправился на юг — в Гуанчжоу и Университет Сунь Ятсена в Гуанчжоу. В апреле 1927 года туда получил приглашение и Гу, который до октября закупал недостающие книги для его библиотеки, делал это он у себя на малой родине. Тогда же в одной из газет Ханькоу появилась статья (за подписью одного из учеников Лу Синя), в которой Гу Цзеган был обвинён в том, что он служил в Сямэне советником властей и ответственен за кровавое подавление студенческих выступлений и отчисление политически неблагонадёжных. Гу Цзеган прямо обратился к Лу Синю, и потребовал опровержения, грозясь даже возбудить иск о клевете (впрочем, до суда дело так и не дошло). С октября Гу Цзеган занял должность профессора и декана исторического факультета университета Сунь Ятсена. Большим потрясением для учёного стало самоубийство Ван Говэя, памяти которого он посвятил большую статью-некролог, опубликованную в журнале «Вэньсюэ чжоубао» в начале 1928 года. Она стала одним из самых радикальных и откровенных выражений мировоззрения Гу Цзегана того времени. Некролог начинался с осуждения коммунистов, которые казнили известного библиографа Е Дэхуэя за его участие в делах Пекинского правительства, но также и гоминьдановских властей, которые конфисковали наследственную собственность Чжан Бинлиня в Чжэцзяне как «милитаристского приспешника». Однако далее Гу утверждал, что у Ван Говэя не было реальных причин лишать себя жизни: это было бы бессмыслицей с политической точки зрения, не было и непосредственных личных причин для столь рокового шага. Поэтому Гу Цзеган описал его судьбу в литературоведческих терминах: первопричиной отчаяния и самоубийства Ван Говэя стало общее положение учёных в Китае 1920-х годов. Если бы он имел дело, которое приносило ему интеллектуальное удовлетворение, он мог бы смириться с материальными трудностями. Равным образом, Гу настаивал, что учёный и преподаватель должен быть вне политики, и не обязан быть принуждаем никем (как студентами, так и администрацией) состоять в любой партии, или нести за это ответственность, если она не отражается на его профессиональных обязанностях. В то же время, учёный не является высшим существом, запертым от всех в «башне из слоновой кости», хотя Ван Говэй лично исповедовал именно такие взгляды. Таким образом, Гу Цзеган впервые озвучил свою излюбленную идею, что главной функцией интеллектуала является служение обществу, и что производимая им работа должна быть понятна и близка широким массам и служить для их развития.

#### «Нанкинское десятилетие»

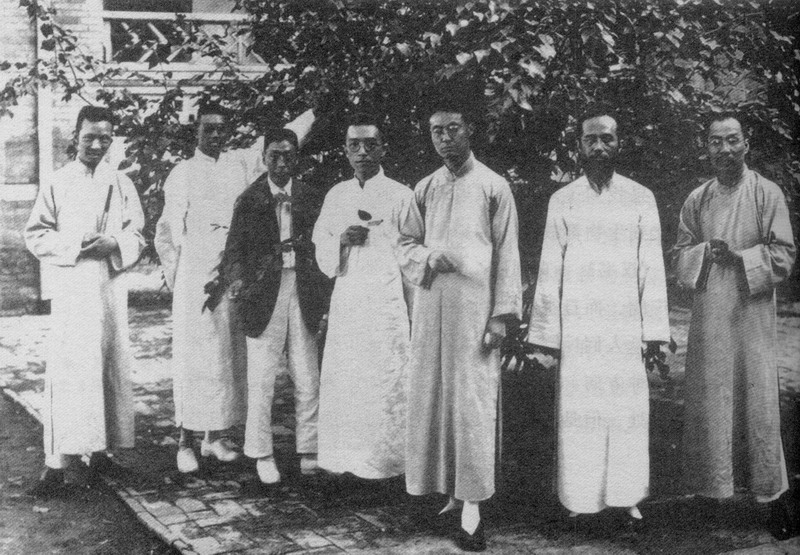
Сотрудники «Яньцзинского журнала китаеведения». В центре Ху Ши и Гу Цзеган

Приобретя всекитайскую известность, в декабре 1928 года Гу Цзеган был приглашён на должность директора вновь создаваемого Института литературы и истории Academia Sinica, однако из-за конфликта с Фу Сынянем отказался от этой должности. В феврале 1929 года он вернулся в Пекин и занял место научного сотрудника Гарвард-Яньцзинского института и профессора истории Яньшаньского университета; также вошёл в редколлегию «Яньцзинского журнала китаеведения». В старой столице он познакомился с Цянь Му. В период 1929—1930 годов разворачивался конфликт Гу Цзегана с Ху Ши — как на академической почве, так и по политическим мотивам. Ху Ши, активно занимаясь критикой суньятсенизма, обвинил Гу Цзегана в проповеди элитизма, и заявил, что написанный им учебник по древнейшей истории Китая следует изъять, а издательство оштрафовать на миллион юаней. Гу Цзеган, якобы, отверг академическую науку в пользу древнекитайской мифологии, и занимался её активным тиражированием. Ни к каким последствиям это не привело, хотя Л. Шнейдер и отмечал, что качество текста в учебнике Гу Цзегана было таково, и выводы подавались так ненавязчиво, что его пропустила даже цензура реакционеров-милитаристов Цао Куня и У Пэйфу; по счастью, Ху Ши не упоминал об этом.
В этот период Гу Цзеган преподавал, преимущественно, источниковедение древней истории Китая и библиотечное дело. Состоял он также в комитете по пополнению фондов университетской библиотеки. После окончания контракта в Яньшаньском университете, в 1931 году Гу Цзеган вновь стал научным сотрудником Гарвард-Яньцзинского института. Состоя в отделе археологии, он объездил раскопки Хэбэя, Хэнани, Шэньси и Шаньдуна, а с сентября стал читать лекции на историческом факультете Пекинского университета и вошёл в состав комиссии по закупке древних книг Пекинской национальной библиотеки. Его исторические труды этого периода, преимущественно, публиковались в составе очередных томов «Критики древней истории». В 1932 году был направлен для закупки книг в Ханчжоу, и задержался там из-за попытки японцев захватить Шанхай. В 1933—1934 учебном году Гу Цзеган читал курс историографии династий Цинь и Хань в Яньшанском университете. Его лекции для Пекинского университета в 1950-е годы были опубликованы под названием «Краткая история династии Хань». Тогда же он опубликовал известную монографию «Алхимики Цинь и Хань», которую многократно переделывал и переиздавал вплоть до начала 1980-х годов. Исследования по периоду Чуньцю образовали четвёртый том «Критики древней истории», редактором-составителем которой стал Ло Гэньцзэ. В тот же период Гу Цзеган впервые стал заниматься исторической географией.
В январе 1933 года шанхайский журнал «Дунфан цзачжи» опубликовал новогоднюю подборку ответов представителей интеллектуальной элиты на вопросы о будущем. Опрос был проведён среди 400 наиболее влиятельных интеллектуалов Китая того времени (включая профессуру, банкиров и министра иностранных дел), анкету получил и Гу Цзеган; всего было получено 160 ответов, из которых 142 были опубликованы. Анкета включала всего два вопроса: «Каким господин мечтает видеть будущий Китай? Какие мечты у господина относительно собственной жизни?». Профессор Гу заявил, что мечтает о тех временах, когда в Китае не останется наркоманов, будет ликвидирована деспотическая семейная система, будет поощряться миграция и каждый получит профессию, а интеллигенция «пойдёт в народ». В том же опросе Лао Шэ заявил: «У меня нет больших надежд на будущее Китая, во сне я также нечасто вижу государство в розовом цвете»; его личная мечта была напрочь лишена как глобализма, так и социального содержания: «хорошо, если бы дома жила маленькая белая кошка, которая родила бы двух-трёх белых котят». Профессор Фуданьского университета, переводчик и создатель журналистского образования Се Люи прямо сказал, что мечтает «в красивом парке читать хорошие книги, чтобы при этом никто не ругал его за отсутствие „революционности“». Лу Синь посвятил этому проекту отдельную статью, в которой выразил резкое неприятие всякого рода социальных мечтаний, которые, в конечном итоге, играют на руку «капиталистам».
В 1935 году Гу Цзеган по контракту с Яньшанским университетом получил право на оплачиваемый годичный отпуск (после 5 лет, отработанных в должности). Был опубликован пятый том «Критики древней истории», а также история периода Чуньцю, лекции для Пекинского университета. Историк принял участие в редактировании собрания сочинений Цуй Дунби. В 1936 году он был избран деканом исторического факультета Яньшанского университета и главным редактором исторического журнала Пекинского университета; в обоих вузах в том учебном году он читал курс по истории периода Чуньцю. Гарвард-Яньцзинский институт опубликовал также общий индекс Гу Цзегана к «Шан шу». В 1937 году он познакомился с японским синологом Такэо Хираока, и в мае был избран председателем Общества фольклористов.

### Годы японо-китайской войны, гражданских конфликтов и создания КНР (1937—1953)
После начала японо-китайской войны Гу Цзеган был эвакуирован в Суйюань, а далее отправился в Ланьчжоу, поскольку был назначен главой инспекции образования китайского Северо-Запада, финансируемой Великобританией. Закончив дела, и активно собирая современный фольклор, в 1938 году Гу Цзеган переехал в Куньмин и занял пост профессора Юньнаньского университета. Шестой том «Критики древней истории» был опубликован в этом году в Шанхае. В сентябре 1939 года его пригласили профессором Университета Цилу в Чэнду. В течение 1940 года он привлекался Министерством образования Китайской республики для обследования состояния древностей Сычуани, а также стал членом комитета по исторической географии. В марте 1941 года Гу Цзеган стал председателем вновь основанного Общества по изучению границ Китая. В июне 1941 года его перевели во временную столицу Китая — Чунцин, где он стал заместителем главного редактора журнала «Вэньши», и работал в эвакуированном из Нанкина Университете Чжунхуа на условиях почасовой оплаты, читая на историческом и филологическом факультетах. В 1942 году он был избран ординарным профессором университета Чжунхуа и введён в издательский комитет. В 1943 году Гу Цзеган внезапно овдовел в разгар подготовки создания Китайского исторического общества, председателем которого был избран. В 1944 году он в третий раз женился и был избран профессором эвакуированного Фуданьского университета, не прекращая активной редакционно-издательской работы.
В 1946 году Гу Цзеган был командирован в Пекин (тогда Бэйпин) для оценки ущерба, который нанесли японские захватчики Национальной библиотеке. Он также планировал воссоздать общество «Юйгун». В этом году было основано издательство «Великий Китай», генеральным директором которого был назначен Гу Цзеган. Он занимал этот пост до 1953 года. Основной заработок приносило преподавание: после окончания эвакуации, историк вернулся в родной Сучжоу, где в ноябре 1946 года устроился в Институте социального образования, параллельно был избран деканом в Ланьчжоу. В 1947 году по причине занятости ушёл со штатной должности в Фуданьском университете, в основном преподавал в Сучжоу. Министерство образования в Нанкине привлекло его для разработки типовых учебных планов начальной и средней школы. Когда было основано Общество поощрения народного чтения, Гу Цзеган был избран его председателем. В марте 1948 года из-за безработицы Гу переехал в Шанхай, а в июне — декабре как приглашённый специалист работал в Ланьчжоу, а далее вернулся в Шанхай. Семейным пристанищем стал дом 35 на улице Шаньиньлу. Главным достижением Гу Цзегана стало его избрание действительным членом Академии наук Китая по отделению гуманитарных наук. Преподавал он также и в Университете Авроры. В течение 1949—1950 годов он был избран в комитет по культурным реликвиям Шанхая и городского отделения Общества новой истории. В мае — июне 1950 года Гу Цзеган написал свою вторую автобиографию объёмом 50 000 иероглифов, которую озаглавил «Автобиография учёного [этого] века» (世纪学人自述); в свет она вышла только в 2000 году. В том же 1950 году он был избран членом провинциального Собрания народных представителей от Сучжоу. В 1951 году окончательно было национализировано и конфисковано издательство «Чжунготу шуцзюй», основателем и директором которого Гу Цзеган был с 1926 года. В результате его принудили участвовать в идеологической кампании «Против трёх зол» (империализма, феодализма, бюрократического капитала), подвергнув «критике и самокритике»; преподавание прервалось ещё в марте в связи с переходом высшей школы КНР на новые учебные программы с идеологически выверенным содержанием. Впрочем, уже в конце года он был включён в состав Комиссии по культурном строительству в Сучжоу. В 1952 году Гу Цзеган вернулся на штатную должность в Фуданьский университет, и был избран председателем Шанхайского отделения Китайского исторического общества. В 1953 году был закончен «Атлас истории Китая», одним из главных консультантов и редакторов которого был Гу Цзеган.

### Институт истории Академии наук (1954—1971)

#### Научный сотрудник Академии
В августе 1954 года Гу Цзеган был переведён на должность научного сотрудника Института истории Академии наук в Пекине, который оставался основным местом его работы до самой кончины. Переезд из Шанхая состоялся с 14 по 25 июля; перед этим Гу Цзеган навестил малую родину в Сучжоу. Самой главной проблемой была упаковка домашней библиотеки, а также перемещение 225 ящиков с полусотней тысяч томов и их размещение. Дом располагался в Цяньнянь-хутуне. Уже в ноябре Гу Цзеган стал главным корректором по пунктуации текста «Цзы чжи тун цзянь», новое научное издание которого готовилось к печати в фирме «Чжунхуа шуцзюй».
В феврале — марте 1955 года Гу Цзегану пришлось участвовать в кампании Академии наук по критике историографии Ху Ши, в процессе которой постоянно возникали нападки на его собственный компендиум «Гу ши бянь». В ходе критики Гу Цзеган категорически заявил, что не признавал «феодальной историографии» и стремился к раскрытию объективной истины, а текстологические исследования не имеют с «феодальными пережитками» ничего общего. После этого от академика потребовали «разоблачения» и «самокритики» в письменном виде и осуждения Ху Ши, и подвергли крайне жёсткой проработке на бюро Единого фронта 26 марта. 4 января следующего, 1956 года, окончательно было разгромлено общество «Юйгун», а его недвижимое и движимое имущество было национализировано и конфисковано.
В 1955 году историк был введён в состав учёного совета Института, следующей его работой стала пунктуация текста «Ши цзи». Огромная эрудиция специалиста делала Гу Цзегана постоянно востребованным представителями смежных структур: в 1957 году он был приглашён Институтом географии для коррекции номенклатуры атласа исторической географии и подготовил хрестоматию древнекитайских географических сочинений. В феврале 1958 года Гу Цзегана включили в группу по подготовке к изданию древних книг, созданную на уровне Госсовета КНР. В том же году он был назначен главой Китайской ассоциации народной литературы. Участвовал он и в праздновании 100-летия Кан Ювэя, и 24 марта был приглашён в дом его дочери Кан Тунби. С 1959 года его главной работой стала подготовка сводного издания текста «Шан шу» с пунктуацией и комментариями. В тот период он ещё мог общаться с зарубежными коллегами: в ноябре 1961 года Пекин посетила делегация АН СССР, в составе которой был Б. Л. Рифтин, который пообщался с Гу Цзеганом. В мае он занял должность заместителя председателя Исследовательского комитета НПКСК по истории культуры. Параллельно Гу Цзеган начал интенсивную работу над текстом своих воспоминаний, в частности, заметкам о Цай Юаньпэе. Весной 1964 года он вернулся к преподавательской работе на факультете классической литературы Пекинского университета, где прочитал курс лекций о конфуцианской классике. В 1965 году состояние здоровья Гу Цзегана сделалось критическим (симптомы включали кровавый кал), причём госпитализация в январе — феврале не выявила серьёзных отклонений. В марте он возобновил занятия в Пекинском университете, а в июне — августе работал в библиотеках Шанхая, и отдыхал на море в Циндао. После повторной госпитализации в октябре обнаружилось, что причиной симптомов была киста, и 73-летний учёный был прооперирован; восстановление в санатории «Сяншань» заняло всю первую половину 1966 года. Несмотря на все недуги, он неуклонно продолжал редакторскую работу над текстом «Шан шу».

#### «Великая пролетарская культурная революция»
Судя по записям в дневнике (иногда в виде иносказательных стихов), Гу Цзеган отлично понимал смысл начавшейся «Культурной революции». В августе 1966 года рабочая группа института по «Шан шу» прекратила свою работу. 22 августа хунвэйбины объявили Гу «буржуазно-реакционным академическим авторитетом», однако он из принципа продолжал каждый день приходить на работу в Институт истории. 25 августа квартира учёного была разгромлена хунвэйбинами-школьниками, погибло много писем и фотографий, а 29 числа группа культурной революции Академии наук опечатала библиотеку учёного, в которой было не менее 70 000 цзюаней, и тем спасла её от уничтожения; однако пользоваться книгами стало на долгое время невозможно. Писать приходилось в школьных тетрадях, которые Гу Цзегану передавали дети от последнего брака. После пережитого, сильно ухудшилось состояние здоровья Гу Цзегана, и в ноябре он ушёл в отпуск для лечения. Он запретил родным уничтожать материалы семейного архива, и попытался передать их в Историческое общество. 1967 год для учёного ознаменовался тяжелейшей депрессией, но, несмотря на невозможность систематической работы, обязательное посещение собраний для изучения идей Мао Цзэдуна, самопокаяния и трёхкратную госпитализацию, Гу Цзеган упорно занимался осмыслением «Шан шу». В декабре сохранившиеся у него записи исторических трудов были изъяты «для рассмотрения». В январе 1968 года Гу Цзегана госпитализировали с диабетическим кризом, но он выжил. 10 мая в Институте было организовано собрание для «критики» его трудов, что сильно ухудшило состояние здоровья историка: повысился уровень сахара в крови, кожа покрылась сыпью. В октябре в доме в очередной раз был обыск, а все накопленные к тому времени рукописи и материалы вновь были изъяты. Из-за стресса, он с трудом мог передвигаться. К ноябрю 1969 года ко всем заболеваниям Гу Цзегана добавилась ещё и астма. В августе 1970 года большая часть специалистов Института истории была отправлена на «перевоспитание» в хэнаньские деревни, но Гу Цзегана не тронули. В результате переживаний у него случилось желудочное кровотечение, но Гу выжил и на этот раз. С марта 1971 года проявились симптомы сердечного заболевания. Спасло учёного ходатайство Чжоу Эньлая, который предложил осуществить современное издание «24 династических историй» с пунктуацией; 7 апреля этот план одобрил Мао Цзэдун, а уже 29 апреля было созвано рабочее совещание по «Цин ши гао». После этого Гу Цзеган был полностью реабилитирован и мог вернуться к привычной деятельности, а также стал интенсивно хлопотать за своих коллег — представителей традиционных интеллектуальных кругов, которых можно было бы привлечь к изданию. Однако потрясение оказалось слишком велико, с 1 по 27 мая 1971 года Гу Цзеган находился в центральной пекинской больнице. Восстановившись, в августе — сентябре он интенсивно работал на текстом «Истории династии Южная Ци». С 3 сентября Гу Цзеган возобновил ведение дневника.

### Последние годы жизни (1972—1980)
1 января 1972 года 80-летний Гу Цзеган был назначен главой комитета по современному изданию «24 династических историй», которое завершилось в 1978 году. Учёному были возвращены конфискованные рукописи и библиотека. Также он был избран в ВСНП четвёртого созыва, который начал свою сессию в этом году. В течение года его госпитализировали четыре раза, но каждый раз возвращался к работе. Состояние его здоровья оставалось стабильно плохим, и госпитализации возобновлялись в 1973 и 1974 годах. Начавшаяся «Критика Линь Бяо и Конфуция» вызвала такое раздражение у Гу Цзегана, что он, презрев свою обычную отрешённость от текущей политики, начал работу над объёмной статьёй о методе мышления древних легистов и целях их деятельности. В результате, к 1977 году это переросло в объёмную книгу. Поскольку в 1975 году планировалось принятие новой конституции КНР, Гу Цзеган был занят в общественной деятельности, и был делегатом на пленарном заседании январской сессии ВСНП четвёртого созыва. Полномочия председателя издательской комиссии были продлены. Чувствуя, что слабеет, он все силы бросил на перевод «Шан шу» на современный китайский язык; ведение дневника прервалось почти на три месяца. В декабре 1975 года Гу Цзеган вновь был госпитализирован, выписан в феврале 1976 года, и через 6 дней вернулся в больницу до мая. Главной причиной стала тяжёлая стенокардия. В больнице он занимался поэзией. Практически всю вторую половину 1976 года Гу Цзеган провёл в лечебных учреждениях, однако дневник свидетельствует, что он не скрывал радости от смерти Мао Цзэдуна и ареста «Банды четырёх». В течение 1977 и 1978 годах Гу Цзеган по нескольку раз госпитализировался на длительный срок, но всякий раз возвращался к работе. Занимался он и редакторской работой, например, над исследованием «Рукописи „Истории династии Мин“» Цянь Шимина. После того, как гуманитарное отделение Академии наук КНР было преобразовано в Академию общественных наук, Гу Цзеган был переизбран на все свои прежние должности. В 1979 году, после начала процесса над «Бандой четырёх», Гу Цзегану была заказана передовая статья в газету «Гуанмин жибао» на тему исторической критики. Переизбрали его и в состав ВСНП пятого созыва, но майскую сессию он пропустил из-за очередной госпитализации. Тем не менее, в сентябре 1978 года он подал в президиум Академии общественных наук план своей будущей работы, включающий три варианта — на 3, 5 и 8 лет.
В самом конце жизни Гу Цзегану сильно осложняла работа дрожь в руках, которую успешно лечили иглоукалыванием. Работа над редактированием современного перевода «Шан шу» продолжалась. В 1979 году Гу Цзеган принял участие в дискуссии о древнейшем названии китайской этнической общности «Ся» или «Чжунхуа». В феврале — марте учёный выступил в прессе: в гонконгской «Дагунбао» опубликовал воспоминания о старом Сучжоу, а в официозе «Гуанмин жибао» — воспоминания о Чжоу Эньлае. В марте 1979 года по заданию Пекинского комитета политического консультативного совета Гу Цзеган принял участие в конференции о Движении 4 мая и Цай Юаньпэе, и пересмотрел для переиздания свои давние публикации на эту тему. 4 мая 1979 года Гу Цзеган выступал на юбилейном собрании и читал свои мемуары. Был он избран и в комиссию по подготовке празднования 70-летия Синьхайской революции. Во время длительной госпитализации в июне — июле, учёный, главным образом, перечитывал давнее издание своей автобиографии и вносил в него поправки. В результате, он не участвовал ни в одной из сессий ВСНП и НПКСК, делегатом которых являлся. Ассоциация демократического национального строительства Китая избрала Гу Цзегана членом своего Центрального комитета, равным образом, его избрали в своё руководство несколько других общественных организаций. В последний год своей жизни — 1980-й — Гу Цзеган практически не покидал лечебных учреждений, и в общей сложности госпитализировался пять раз. Несмотря на то, что он почти не вставал с постели, учёный сохранял высокую степень интеллектуальной активности, занимался редактированием и подготовкой новых публикаций. В марте его посетила немецкая исследовательница Урсула Рихтер, которая занималась тогда темой дискуссий о древней истории в КНР; она же впервые опубликовала краткий отчёт о жизни Гу Цзегана после основания Нового Китая. В апреле, несмотря на невозможность фактического руководства, Китайское историческое общество избрало Гу Цзегана своим председателем. К концу 1980 года состояние Гу Цзегана стало критическим, последняя дневниковая запись обрывается 18 декабря. Около 21 часа 25 декабря 1980 года учёный скончался от ишемического инсульта, завещав передать своё тело для медицинских исследований.

## Научные взгляды

### Исследования «Шан шу», «Чжоу и» и «Критика древней истории»

#### «Движение за новую культуру»
Исторические взгляды Гу Цзегана неотделимы от «Движения за новую культуру». По мнению Урсулы Рихтер, это движение было ответом китайской интеллигенции на крах надежд, связанных с Синьхайской революцией. При этом, в отличие от «Движения 4 мая 1919 года», у него не было конкретного начала или конца, так же, как и большинство участников «Движения за новую культуру» едва ли осознавали себя частью единого целого. Основной характеристикой этого явления было чувство исторического оптимизма и стремление пересмотреть социальную роль людей интеллектуального труда; в интеллектуальном плане представителей движения объединял скепсис по отношению к конфуцианской традиции и открытость к новым веяниям, по преимуществу, — западным. В числе предметов, вызывавших острые дискуссии, были статус байхуа как литературного языка («Литературная революция»), соотношение «науки» и «демократии», «материализма» и «метафизики», а также возможность новой, социально ориентированной исторической науки и применимость марксистского метода в условиях Китая. В исторической сфере эти процессы были запущены дискуссией Цянь Сюаньтуна и Гу Цзегана в 1923 году, которая в профессиональных кругах произвела большое впечатление, ибо поставила под сомнение некоторые основы традиционной картины исторического прошлого. Позднее теоретические основы дискуссии получили название «концепции недоверия к древности».

#### Истоки исторического скептицизма

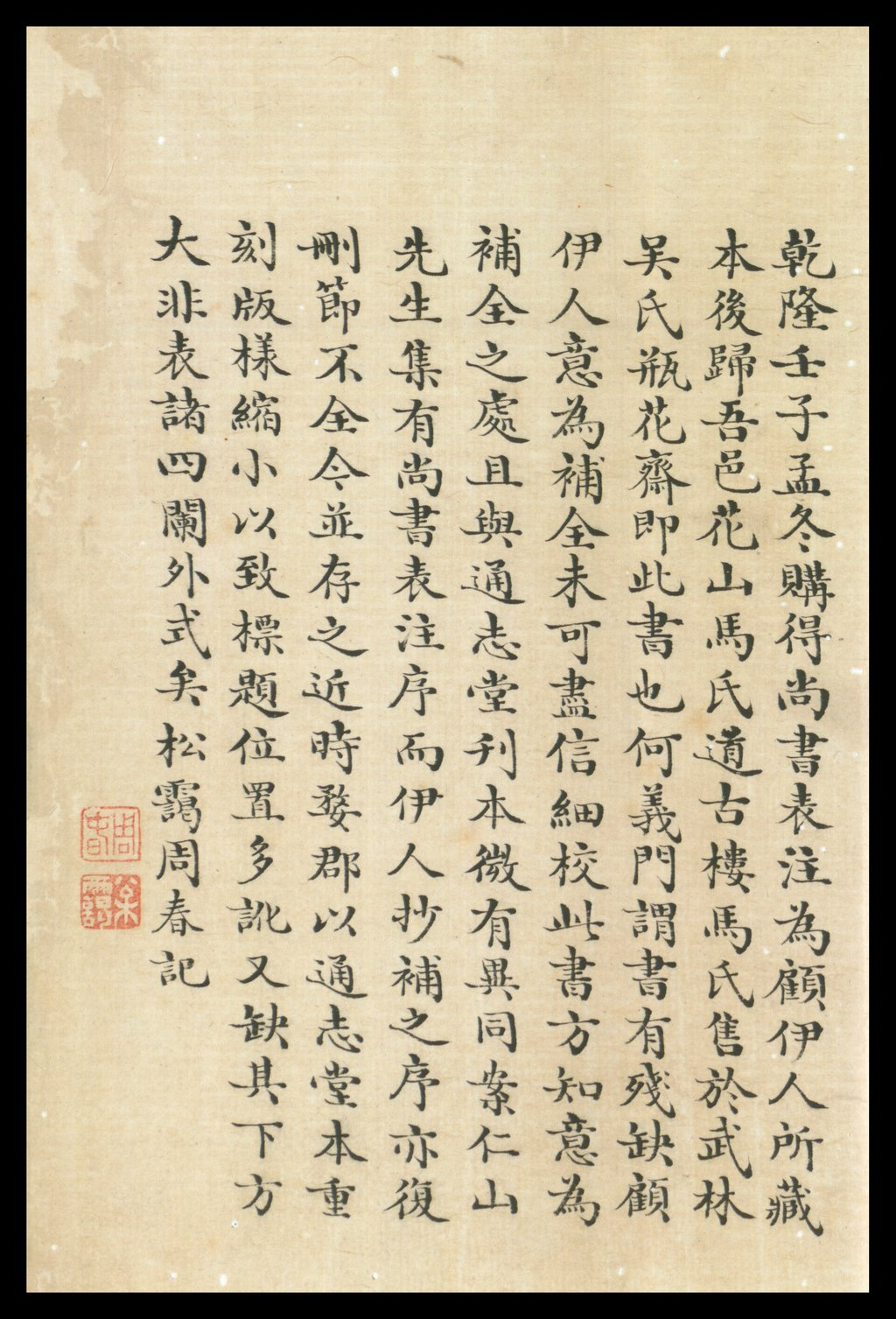
Страница издания «Шан шу», подготовленного Цзинь Люйсяном (1232—1303)

Формирование исторического мышления Гу Цзегана осуществлялось на основе принципиального расхождения источников: будучи вундеркиндом, он уже в детские годы был глубоко погружён в мир традиционного конфуцианского каноноведения, обнаружив противоречия в классических текстах. С 10-летнего возраста он читал исторические и философские труды Лян Цичао, а также Кан Ювэя, Янь Фу и Тань Сытуна; важнейшим из конфуцианских текстов, изучение и осмысление которого заняло всю жизнь историка, был «Шан шу», первоначальным наставником по которому был родной дед. Гу Цзеган рано понял, что текст канона не являлся монолитным, а его сомнения были только подтверждены критиками эпохи Цин. В первые годы он был вынужден получать сведения о дискуссиях вокруг «Шан шу» из вторичных источников, главным образом, биографий учёных, поскольку оригинальные тексты каноноведов были недоступны в книжных лавках и библиотеках Сучжоу. В университетские годы он активно развивал открытый им метод на материале литературных сочинений, главным образом, юаньской и минской драматургии. Однако в основном в Пекине его окружали консерваторы-неоконфуцианцы, которые не поддерживали радикализма во взглядах. Поворотным в плане определения мышления Гу Цзегана стала дружба с Мао Цзышуем, который привёл его на лекции Чжан Бинлиня, оригинального мыслителя, сочетавшего ультралевые и ультраконсервативные взгляды. Гу работал также с текстами Цуй Ши, Лю Чжицзи и Чжан Сюэчэна, а инвективы Чжан Бинлиня против теорий Кан Ювэя, побудили Цзегана изучать первоисточники, на которые ссылались обе стороны. Хотя почти религиозное преклонение Кана перед Конфуцием Гу Цзеган никогда не разделял, он всемерно взял на вооружение его критический метод и наличие рационального ядра в наборе текстов «древних письмен». Тем не менее, в тот период развитие Гу Цзегана осуществлялось случайным образом, а тексты и комментарии попадали в его руки случайным образом и в произвольном порядке.
Обращение Гу Цзегана к дискуссии относительно текстов осуществлялось в результате работы с комментариями к «Шан шу» Гу Яньу и Янь Жоцюя, который они рассматривали в версии «древних письмен». Янь Жоцюй в своё время пришёл к выводу, что так называемый «древний» (доханьский) текст «Шу цзина» являлся по факту «фальсификацией фальсификации», ибо существующий в его время текст не мог сложиться раньше IV века нашей эры. В трудах Чжан Сюэчэна Гу Цзегана заинтересовала критика незаинтересованности китайских книжников устной традиции и фольклора. В трактате Яо Цзихэна «Гуцзинь вэйшу као» (古今偽書考) прямо утверждалось, что множество «классических» текстов, передаваемых традицией от Хань до Мин, являются фальсифицированными; предлагалась также классификация и типологизация таких сочинений. Цуй Ши пошёл ещё далее, усомнившись в подлинности даже ряда ханьских текстов, на чьей аутентичности основывался в своих суждениях Гу Яньу. Он впервые сформулировал замеченную им закономерность: чем позже тот или иной первопредок-патриарх, относимый к глубокой древности, впервые упоминается в источниках, тем больше заявленная продолжительность его жизни и правления. Например, Яо и Шунь не упоминаются в «Ши цзине», Шэнь-нун впервые упоминается у Мэн-цзы, а мифический первопредок китайцев Паньгу — вообще не ранее ханьской эпохи. Историк в состоянии определить контекст эпохи, поскольку каждое время накладывает отпечаток на стиль мышления и выражения современников. Кан Ювэй сделал исторические дискуссии принадлежностью актуальной политики во время «Ста дней реформ». Ранее, в 1891 году, Кан опубликовал «Исследования подложного канона Синьского учения», в котором обосновал, что тексты «новых письмен» были по политическому заказу Ван Мана фальсифицированы Лю Синем. В трактате о Конфуции 1896 года, Кан Ювэй предложил эзотерическое истолкование его учения, согласно которому первоучитель Китая, получив небесный мандат, не смог стать правителем, но закодировал своё истинное учение в летописи «Чуньцю». Кан Ювэй в некоторых деталях был ещё большим скептиком, заявив, что Яо и Шунь были лишь персонификацией основных конфуцианских добродетелей.

#### На пути к «Критике древней истории»
В зимний семестр 1917—1918 годах, Гу Цзеган вместе с Фу Сынянем посещал лекции только вернувшегося из США Ху Ши, и стал тесно с ним общаться. Ху Ши всячески поддерживал в своих коллегах (Гу Цзеган был моложе его всего на два года) вкус к «смелости гипотез», впрочем, Гу не соглашался ни с ним, ни с Фу Сынянем в их пристрастии к Западу, хотя охотно осваивал новые методологические подходы. Важнейшим из них стал историко-генетический метод, который был передан Ху Ши его американским учителем Дьюи, и применимость его для рассмотрения целых исторических эпох и свойственного им менталитета, в дискурсивной перспективе. Собственно, именно Ху Ши привязал традиционную (по династиям) хронологию Китая к западной периодизации «древность — средневековье — новое время — новейшее время», которую полностью воспринял и Гу Цзеган. В 1921 году он вошёл в редколлегию книжной серии «Собрание трудов по устранению фальсификаций и установлению аутентичности» (辨偽叢刊, 10 томов, вышедших в 1928—1935 годах), которая должна была объединить все важнейшие текстологические сочинения эпохи Цин. Тогда-то Гу Цзеган поставил своей целью единолично раскрыть искажения древнейшей и древней истории Китая и реконструировать её в истинном виде.
Переписка Гу Цзегана с Ван Босяном и Цянь Сюаньтуном 1922—1923 годов документирует мыслительную работу историка в этот период, когда он обратился к комплексному исследованию корпуса первоисточников. Переписка с Цянь Сюаньтуном частично публиковалась в шанхайском журнале «Нули чжоубао», именно там была сформулирована идея стадийного, «послойного» формирования корпуса первоисточников и исторических представлений древних китайцев. Для общественного сознания 1920-х годов это было выражением крайнего радикализма, поскольку никому не известный молодой учёный осмелился усомниться в существовании ключевых культурных героев. Например, основываясь на этимологии словаря «Шовэнь», Гу Цзеган заявил, что Юй Великий, усмиритель всемирного потопа в Китае, и устроитель Поднебесной, был речным тотемом, основываясь на сходстве иероглифа имени со знаками «рептилия» и «копыто». Дальнейшая работа в этом направлении позволила Гу Цзегану выявить политическую природу мифологем древних идеальных правителей и культурных героев; они должны были подтверждать идеологему конфуцианской империи «восстановление древности» (кит. трад. 复古, пиньинь fù gǔ), а также претензий разных династий на обладание страной на основе доктрины единства ханьского народа и его институтов. По мнению Гу Цзегана, миф о моноцентризме и единстве корней китайцев, коренился в эпохе Чжаньго, когда крупные царства поглощали более мелкие и постепенно возникала задача объединения всех царств в единую империю. Имперское единство потребовало мифа о первоправителе, таком как Хуан-ди.

#### Теория исторической стратификации, «идолы» конфуцианской ортодоксии

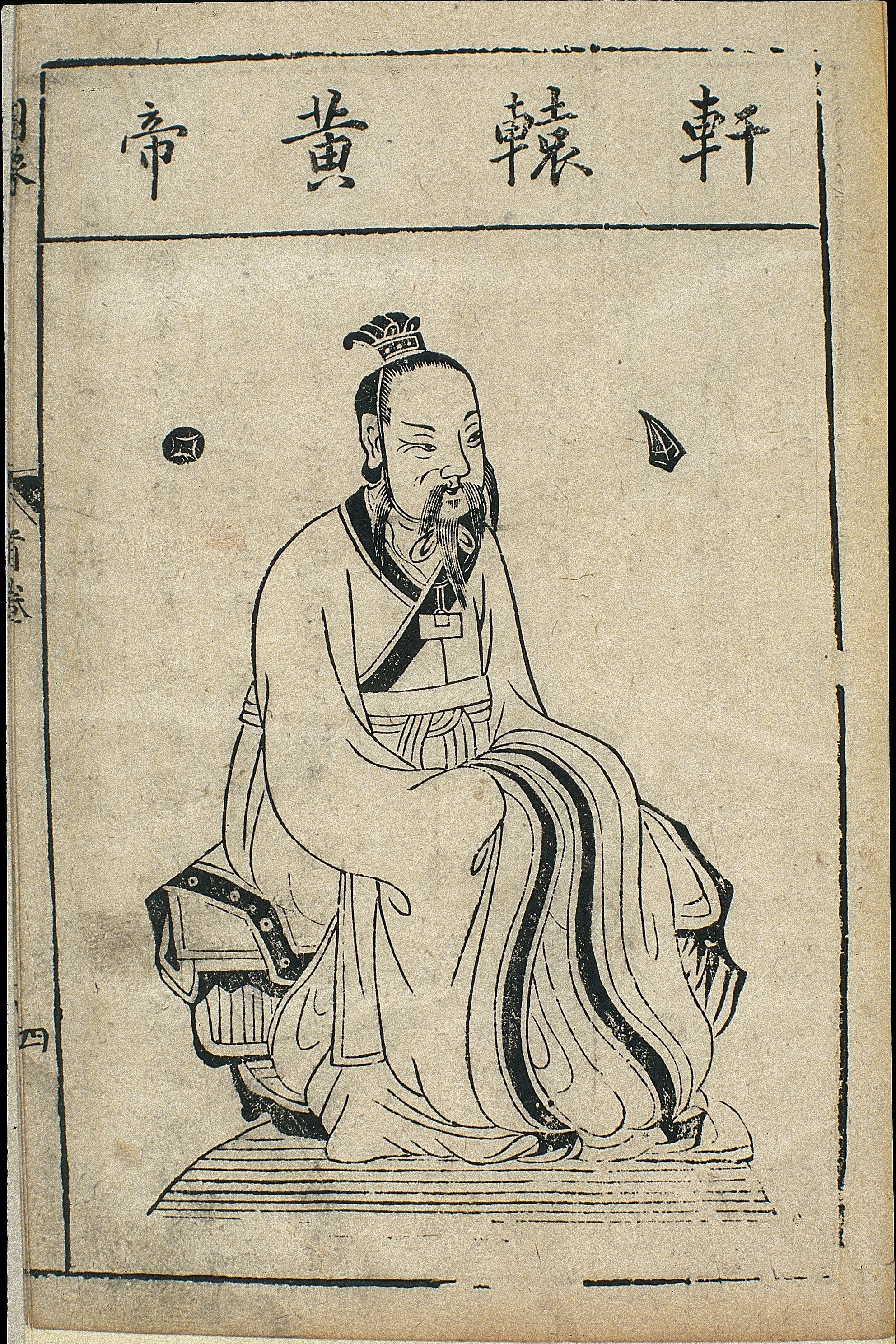
Ксилографическое изображение мифического императора Хуан-ди

На основе трудов Гу Цзегана разных лет, У. Рихтер следующим образом формулировала его теорию стратификации, то есть «послойного формирования историографии Древнего Китая» (层累地造成的中国古史):
1. Чем позже появляется мифологический персонаж в литературных текстах, тем к большей древности относится время его деятельности. В текстах эпохи Чжоу, древнейшим из правителей считался Юй, в эпоху Чуньцю появились образы Яо и Шуня, в эпоху Чжаньго появляются упоминания о Хуан-ди и Шэнь-нуне. В эпоху Цинь Жёлтый владыка вошёл в сонм «трёх августейших», пока в Ханьскую эпоху не появился миф о первочеловеке Паньгу.
2. Чем позже сложился миф, тем более детальным он является, и тем более внушительным изображается персонаж[Прим. 4]. В комплексе представлений V века до н. э. премудрый Шунь практиковал «недеяние». В главе «Яо дянь» (堯典) «Шу цзина», ядро которой, вероятно, складывалось в IV веке до н. э., Шунь представал как образец конфуцианской этики, добродетели и самосовершенствования, получатель «Небесного мандата» от Яо, упорядочивший свою семью и всю Поднебесную. Неудивительно, что в трактате Мэн-цзы, Шунь превращается в идеальную модель сыновнепочтительной личности.

В дополнение к этим тезисам, Гу Цзеган сформулировал определения четырёх «идолов» (偶像) конфуцианской исторической ортодоксии, на которых основывался принцип «преемственности учения»:
1. Идол расового единства китайской нации и ханьцев как её основы;
2. Идол исторической непрерывности китайской цивилизации, тесно связанный с понятиями конфуцианской этики;
3. Идол монархии как единственный политический принцип;
4. Идол конфуцианского канона как единственной основы науки и образования[81].

Сформулировав источники искажений, Гу Цзеган полагал это первым шагом для восстановления истинного облика китайской древности (У. Рихтер использовала термин «гештальт»). Благодаря «фильтру» делается возможным выделение функциональных структурных элементов в источниках о китайской древности, а статус канонических текстов должен быть изменён. Цянь Сюаньтун согласился с большинством из них, и даже уточнил некоторые положения теории Гу Цзегана. Неудивительно, что радикально настроенные интеллектуалы поддержали теорию стратификации (среди них было много участников Движения 4 мая), тогда как консерваторы обвиняли Гу Цзегана в национальном предательстве, а один из них объявил историка «одержимым демонами» и «осквернителем китайских древностей». Наиболее глубокую критику теории Гу Цзегана представил конфуцианец старшего поколения Лю Шаньли в журнале «Душу цзачжи» (№ 10, 1923 год). Он высоко оценил смелость теории Гу Цзегана и Цянь Сюаньтуна, а также за корректность использования западного критического метода и скептического подхода и их синтез с традиционной методологией «доказательного изучения». Однако Лю Шаньли критиковал Гу Цзегана за чрезмерное сосредоточение только на письменных источниках и, как следствие, на слишком одностороннее увлечение этимологией. Лю Шаньли считал неубедительным доказательство того, что глава «Яо дянь» возникла позже, чем «Лунь юй», только потому, что в нём не упоминалась. По сути, именно Лю Шаньли обратил интересы Гу Цзегана к исторической географии, поскольку при продолжении дискуссии осенью, согласился с понятием «идола расового единства» ханьцев, но упрекнул в отсутствии доказательств у тезиса раздробленности древнего ареала китайского народа. Одним словом, Лю призывал Гу Цзегана углублять исследования, но основываться на строгой научности, а не эмоциональной полемичности.
Начатая дискуссия к 1925 году приобрела всекитайский характер, а подборка материалов её участников из разных журналов и газет была оперативно опубликована, после чего друзья Гу Цзегана убедили его основать собственное издательство и выпустить в свет материалы дискуссии как главного специалиста. В 1926 году Гу подготовил первый том «Критики древней истории», в который включил переписку с Ху Ши и Цянь Сюаньтуном, начиная с 1920 года, а также материалы полемики 1923—1926 годов. В качестве предисловия он поместил в объёмистый том свою автобиографию. «Критика древней истории» имела коммерческий успех, и была замечена за рубежом. В 1931 году американский синолог Артур Гуммель перевёл автобиографию Гу Цзегана на английский язык (в приложении к своей докторской диссертации), и сделал его имя всемирно известным в профессиональной среде.

#### «Критика древней истории»: 1926—1941 годы
В период 1926—1941 годов Гу Цзеган и его коллеги выпустили в общей сложности 7 томов «Гу ши бянь», которые были весьма объёмными: тома I, II, VII были в трёх частях, остальные — в двух. Главными редакторами томов IV (1933) и VII (1941) выступили, соответственно, Ло Гэньцзэ и Тун Шуе. Второй том вышел в разгар «Великой депрессии» в 1930 году, для него Гу Цзеган подготовил материалы о политических целях историков эпох Цинь и Хань; а также описал появление исторических мифов, в частности, о «распущенности» последних правителей Шан. В этот же том вошло исследование Вэй Цзянгуна, который показал, что циньский титул императора хуанди (皇帝) был образован от древнего имени божества «Верхний владыка» (шанди, 上帝), которое затем обозначало в конфуцианстве «Трёх владык и пять императоров». Из этого выводился «ключ» к имперскому мифотворчеству. Сам Гу Цзеган, проанализировав мифы о Ся, Шан и Чжоу, попытался доказать, что чжоусцы по своей этнической принадлежности были цянами. Он также опубликовал во втором томе «Гу ши бянь» статью об изменении образа Конфуция в эпохи Чуньцю и Хань и эволюции образа шэна, показав в этом роль конфуцианских начётников (кит. трад. 士大夫, пиньинь shìdàfū, палл. шидафу). Третий том 1931 года был, в основном, посвящён «Ши цзину» и «И цзину». Гу Цзеган попытался исследовать светский характер возникновения этих памятников как, соответственно, собрания народных песен и справочника придворных гадателей. К этому времени изменилось отношение Ху Ши к Гу Цзегану и его проекту; в частности, Ху раскритиковал трактовку стихотворения из раздела «Оды» «Ши цзина», в котором Гу усмотрел сексуальный подтекст. В четвёртом томе «Критики…» содержалась только одна статья Гу Цзегана, посвящённая времени составления «Дао дэ цзина», которое было предметом большой дискуссии. Ху Ши занимал в ней наиболее консервативную позицию, считая Лао-цзы действительным автором этого текста и современником Конфуция. Между тем, Лян Цичао относил время составления текста к концу периода Чжаньго, так же, как и Фэн Юлань и Цянь Му. Гу Цзеган показал, проанализировав литературный стиль и менталитет предполагаемого автора, что он не может относиться к периоду Чуньцю, и характерен для Чжаньго. Ху Ши категорически отверг аргументы всех четверых, хотя сам ничего им не противопоставил.
Гу Цзеган вернулся к составлению пятого тома «Гу ши бянь» в 1935 году, посвятив его двум магистральным темам: противостоянию школ древних и современных знаков и классической ханьской мысли, а также происхождения концепции Инь-Ян и пяти элементов в их влиянии на древнекитайскую политическую мысль. Помимо статей самого Гу, данным темам были посвящены статьи Цянь Сюаньтуна и Цянь Му, а также статья Лян Цичао, посвящённая Инь-Ян и пяти элементам. На страницах этого тома столкнулись взгляды Цянь Му и Гу Цзегана, поскольку Цянь отвергал концепцию Кан Ювэя, тогда как Гу осторожно её поддерживал. Два выпуска шестого тома продолжали тематику четвёртого. Наконец, самый объёмный седьмой том, оказавшийся последним, включал три части. Первую часть составили: статья Гу Цзегана о поддельных текстах, разоблачённых современниками эпохи Чжаньго, Цинь и Хань, и полный текст монографии Ян Куаня «Введение в китайскую древность». Вторая и третья части были посвящены зарождению китайской государственности и разным аспектам проблемы Ся. Как обычно, в выпусках «Критики древней истории» сталкивались позиции Гу Цзегана и его коллег. Так, Ян Куань показал, что мифы далеко не всегда формировались и определялись политическим контекстом, а также отверг тезис Кан Ювэя и Гу Цзегана о сознательной фальсификации исторического прошлого. Составитель тома — ученик Гу Тун Шуе, в предисловии указывал, что «хотя значительная доля традиции неубедительна, учёных, которые сознательно искажали прошлое, ничтожно мало». Он также предложил другое объяснение интеллектуальной стратификации: древнекитайский культурный комплекс, по мере складывания, распространялся по вновь осваиваемым территориям, образуя единый комплекс. Таким образом, Гу описывал причины, а Ян — следствия. Впрочем, Гу Цзеган до конца жизни отстаивал доктрину «политического конструирования древности».

#### Критика «Чжоу и»
Разоблачительные тенденции в методологии Гу Цзегана очевидны в его материалах из третьего тома «Гу ши бянь», посвящённых рассмотрению канонических и комментаторских частей «Книги перемен». Соответственно была сформулирована и задача: «низвержения „Чжоу и“ с пьедестала „священного канона, созданного Фу-си и Шэнь-нуном“ и обнаружении его мантической природы… демонстрации несоответствия ицзиновского „Десятикрылия“ первой и второй половинам его канонической части». Иными словами, Гу Цзеган отверг традиционное догматически утверждаемое авторство Вэнь-вана и, следовательно, датировку памятника, а во втором — атрибуция десяти канонических комментариев Конфуцию. При этом он не отделял себя от радикальной критики предшествующих периодов, считая себя продолжателем дела Оуян Сю и Чжу Си. Поэтому с позиции современной теории и методологии истории постановка Гу Цзеганом проблемы авторства архаических текстов двусмысленна и связана со статусными вопросами, поскольку заявленное авторство в китайской традиции задавало восприятие текста и предопределяло направления интерпретации.
Неортодоксальный подход Гу Цзегана, в общем, оказался продуктивным: ему удалось идентифицировать некоторые лица и места событий, и успешно осуществить привязку афоризмов «И-цзина» к историческим реалиям. Равным образом, удалось прояснить реальность исторического персонажа по имени «Царь Двенадцатый», к событям жизни и гибели которого адресуют некоторые афоризмы канонической части «Чжоу и». Данная привязка впервые позволила научно обосновать верхнюю границу создания канона — XVI—XI века до н. э. Однако он отвергал традиционную атрибуцию «Си цы чжуани», считая содержание канонической части текста и «Десяти крыльев» чуть ли не диаметрально противоположными: комментарии пронизаны конфуцианскими идеологемами и имеют системное изложение; всего этого лишены афоризмы канонической части. Равным образом, резкой критике подверглась теория «созерцая образы, изготовлять орудия» (гуаньсян чжици 观象制器), основанная на тексте памятника. Иными словами, конфуцианцы, заинтересованные в повышении статуса «И-цзина», злонамеренно исказили авторство фундаментальных открытий древнекитайской культуры, приписав их культурным героям, так и максимально удревнили их датировку. Сам Гу Цзеган соглашался с датировкой Кан Ювэя, утверждая что «Си цы чжуань» не могла появиться ранее II века до н. э., то есть эпохи Хань. Концепция ицзиновских прообразов культурных и технических новаций доказательно выводится от каноноведов Мэн Си и Цзин Фана.

#### Мировоззренческий поворот, политика и концепция «Критики древней истории»
Около 1931 года Гу Цзеган испытал серьёзную мировоззренческую метаморфозу; свои ранние теории он впоследствии описывал в терминологии «мании величия», и заявил (в предисловии к третьему тому «Гу ши бянь»):

Насколько же легко отвергнуть старую теорию, настолько же трудно утвердить новую; происходит это оттого, что [устаревшая доктрина] содержит в себе веские доказательства своей фальсификации, а при разработке нового подхода даже крошечная деталь может привести к решению множества сложных вопросов…
В этом же предисловии он скептически заявил, что одному человеку не под силу охватить все аспекты древней истории Китая, а комплексное исследование палеографии, исторической лингвистики, религии, общества и этноса — мечта о далёком будущем. Тем самым, Гу Цзеган объявил, что проект «Гу ши бянь» — не ответы на все вопросы, а лишь собрание гипотез и точек зрения, опорная точка для дальнейших исследований. Главной задачей проекта являлась прививка китайскому научному сообществу навыков плюрализма и отказ от представлений, что учёные должны разделять только одно направление. Конфликты и интеллектуальное недовольство Гу считал важной принадлежностью процесса познания, поскольку они вызывают стремление к решению проблемы и поиска решений. Необходимость оперативного реагирования на отзывы оппонентов — стимул «раскрыться» и откровенно изложить свою позицию. Отсутствие единой концепции и противоречия «Гу ши бянь» — её важное достоинство.
Гу Цзегану пришлось отвечать и на замечания критиков, которые упрекали его в сосредоточенности только на сфере текстологии. В 1930-е годы, по мере усиления левой мысли в Китае, его стали упрекать в идеализме и неиспользовании методологии исторического материализма. Гу Цзеган откровенно заявил, что исторический материализм — «это не приправа, которую можно добавлять в любое блюдо», и он не настолько применим к области древнейшей хронологии или биографии, чтобы во имя него отказаться от специализированной области текстологии. Подобные высказывания были использованы против Гу Цзегана в период «Культурной революции».
Тем не менее, глубокая эрудиция Гу Цзегана и его архаизирующий литературный стиль, были приемлемы для гоминьдановских властей и милитаристов 1930—1940-х годов, которые не замечали глубокой революционности его идей. В Чэнду, в 1940 году заместитель министра образования Гу Юйсю совершенно серьёзно осведомился у историка, можно ли установить дату рождения Великого Юя? Гу Цзеган ответил, что сычуаньские инородцы в древности праздновали эту дату в 6-й день шестого лунного месяца, как о том свидетельствуют древние описания и одно из стихотворений Су Дунпо. Малое время спустя министр образования Чэнь Лифу (который некогда жёстко критиковал Гу за сравнение Юя с рептилией) в своём докладе заявил, что «Великий Юй был первым великим инженером китайской нации, который отрегулировал спуск вод и избавил Китай от потопа», сославшись на профессора Гу Цзегана, который «установил дату его рождения». Дата шестого дня шестой луны стала праздноваться как «День инженера». Вскоре Гу Цзеган получил письмо нанкинского конфуцианца Мяо Фэнлиня, который участвовал в дискуссиях вокруг «Гу ши бянь», и попрекнул его, что тот рискует профессиональной репутацией, участвуя в политических играх: «отрицать существование Юя и тут же установить дату его рождения, — это уж слишком!».
После создания КНР древняя мифология стала одной из важных составляющих идеологии нового государства, поэтому упоминание Гу Цзегана — уважаемого учёного, оставшегося служить народной власти, академика, — в одном контексте с «Критикой древней истории» было негласно запрещено. В выпущенных в 1967 году мемуарах Мао Цзышуя об опальном профессоре вообще не упоминалось ни слова, несмотря на их многолетнюю дружбу; он же поспособствовал перепечатке семитомника в Тайбэе в 1970 году. Перед смертью Гу успел подготовить переиздание «Гу ши бянь» с новым предисловием, которое вышло в Шанхае в 1982—1984 годах.

### История и современность

#### Историческая парадигма и системный подход

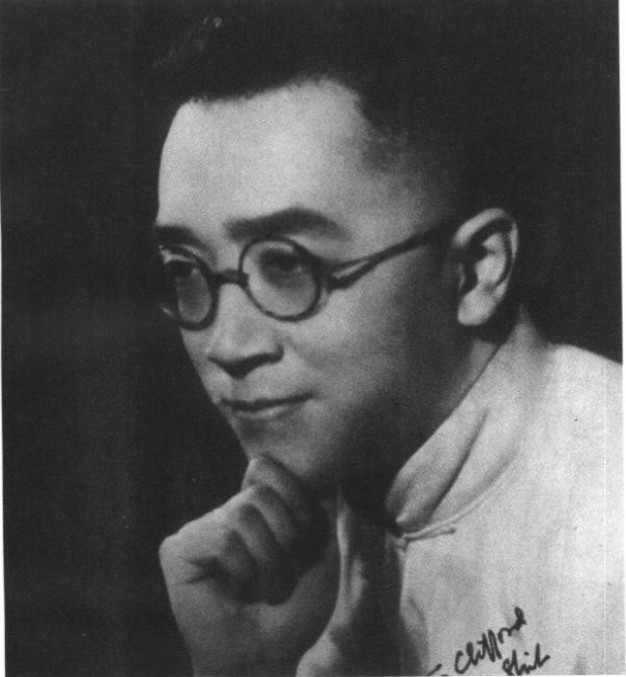
Ху Ши в 1933 году

Гу Цзегану довелось жить в переходную эпоху для китайской культуры и науки, причём историческая ситуация была такова, что он никогда не мог позволить себе существовать в сфере чистой науки, не касаясь политической реальности. Уже в конце 1920-х годов исторические изыскания учёного вызывали подозрения идеологов Гоминьдана,
в частности, Дай Цзитао. Негодование вызывал отказ от китаецентризма и концепции непрерывности развития единой китайской цивилизации на территориях современного Китая. Однако Гу Цзеган так никогда и не смог адаптироваться к новой — марксистской — исторической парадигме, поскольку ценил историческое наследие традиционной науки, а также не понимал, как исторический материализм компенсирует отказ от конфуцианского исторического континуума, который объяснял бы взаимосвязь исторических явлений или динамику исторических изменений (терминология Арифа Дирлика. Впрочем, формальной причиной нападок на него во время дискуссии о романе «Сон в красном тереме» в 1950-е годы стал отказ отмежеваться от дружбы с Ху Ши и его теорий.
В автобиографии 1950 года, Гу Цзеган отмечал, что совместил глубокое традиционное образование и приверженность западным идеям, однако, желая заниматься чистой наукой, не мог отринуть желания послужить своей Родине. Это может быть истолковано и в западной терминологии как гражданский патриотизм, но и как долг конфуцианского учёного позаботиться о благосостоянии народа. Сам Гу и его современники Чэнь Инькэ (1890—1969), Цянь Му (1895—1990) и Фу Синин (1896—1950) приобщились к западной историографии в версии одновременного американского прагматизма и немецкой культурно-исторической школы, причём задача историка воспринималась в позитивистском ключе: повествование о прошлом должно способствовать критике настоящего и предсказанию тенденций будущего развития. Вероятно, в традиционном неоконфуцианстве, и новомодных позитивизме и марксизме Гу Цзегана не устраивал телеологизм в восприятии настоящего и будущего, а занятия текстологией, археологией и фольклором убедило его в том, что динамика изменений в Китае прямо зависит от культурного и этнического многообразия.
Становление Гу Цзегана как личности и как учёного пришлось на период крушения Цинской империи и непрерывной череды иностранных интервенций и революций, что делало для него актуальным вопрос о выживании китайской нации в XX веке. В этом плане его профессиональная специализация может быть объяснена именно желанием узнать, что привело Китай к величайшему упадку могущества в его истории и как спасти страну от неизбежного распада и уничтожения. В этом его позиция ничем не отличалась от стремлений историков старшего поколения, особенно Лян Цичао, сформулировавшего положения «исторической революции», которая будет способствовать китайскому национализму и описывать историю Китая с эволюционистских позиций. Попытки написания сводной истории китайской нации предпринимали историки разных общественных позиций, например, Лю Шипэй. Согласно Хань Цзыци, исторические воззрения Гу Цзегана формировались при сильнейшем влиянии Ху Ши, однако сам он в автобиографии своими главными учителями в исторической науке именовал радикальных традиционалистов: Кан Ювэя, Чжан Бинлиня и Ван Говэя. Однако эти трое задали модель профессионального стандарта, тогда как Ху Ши привил навыки научности и системного подхода. Более того, «литературная революция», провозглашённая Ху Ши, означала социальную революцию, предполагавшую гигантское расширение образованного класса. Отказавшись от вэньяня, Ху Ши провозгласил, что право на образованность имеют все представители нации, и изменил стандарты высокой культуры. Например, он резко поднял статус четырёх романов, которые когда-то отвергались конфуцианцами как «низший жанр», и сделал их объектом научного исследования и стандартом нового литературного языка, основанного на разговорной норме.

#### «Китай»: центр и периферия

Анимация территорий разных китайских династий (по серии карт Тань Цысяня)

В свою очередь, Гу Цзеган шёл от текстологии к этнографии и исторической географии, рассматривая Китая как глубоко этнически и географически гетерогенное пространство, постоянно находящееся в динамике и претерпевающее изменения. Поэтому понятие «китаец» (кит. упр. 中国人, пиньинь zhōngguórén, палл. чжунгожэнь) для Гу Цзегана было нарицательным, поскольку китайцами являлись все те народы, которые населяли территорию Китая — Центральной равнины (кит. упр. 中国, пиньинь zhōngguó, палл. чжунго), а не только ханьцы (кит. упр. 汉族, пиньинь hànzú, палл. ханьцзу). Отсюда — огромное внимание, которое он уделял национальным меньшинствам; поскольку по мере расширения территории Китая, менялся и состав китайцев. Какие бы перемены не происходили, в восстановлении Китая в очередной исторический период играли роль самые разные этнокультурные группы, поэтому их многообразие жизненно важно для будущего. В качестве примера он приводил эпоху Чжаньго, во время которой «приток новых расовых элементов» способствовал быстрому развитию и интеграции. Напротив, ханьская политика унификации и монополия конфуцианства привела Китай на грань исчезновения вместе с его культурой. Только прививка «новой крови» от северных инородцев времён Северных и Южных династий привела к обновлению; то же справедливо для вторжений киданей, чжурчжэней и монголов, без которых Гу Цзеган считал дальнейшее существование Китая невозможным. Поэтому он считал, что неассимилированные маньчжуры, монголы, дунгане и тибетцы, а также мяо-яо, и другие жители южных провинций — надежда на будущее. Эта концепция произвела глубокое впечатление на Линь Юйтана, который в своей книге «Китайцы: моя страна и мой народ» поместил специальную главу «Вливание свежей крови».
В автобиографии 1926 года Гу Цзеган прямо объявлял, что прогресс в Китае исходил не из имперского центра и высокой культуры правящих меньшинств, а простого народа, не отравленного официальным конфуцианством, и «инородцев» с периферии; именно необразованное большинство и периферийное этническое многообразие — залог омоложения страны. Таким образом, главная задача правительства — «перенесение периферии в центр» путём мобилизации масс и подъёма их культурно-образовательного уровня. Собственно, этим объясняется конфликт Гу Цзегана с Дай Цзитао в 1929 году. Официальная национальная политика Гоминьдана строилась на концепции «союза пяти народов», которую Гу публично объявил морально безответственной и исторически неверной. Его аргументация (изложенная во втором томе «Гу ши бянь») строилась на следующем постулате: если все пять основных народностей, составляющих китайскую нацию, были потомками «трёх владык и пяти императоров», тогда Монголия, Маньчжурия, Тибет и Синьцзян составляли бы единое целое с Китаем с незапамятных времён. До эпохи Цинь Китай составляли государства с разными титульными этносами и культурами; следовательно, концепция единого Китая является относительно поздней по происхождению и выработанной в результате длительного процесса завоеваний и этнических поглощений и слияний. Поэтому ханьская нумерологическая концепция «девяти островов Поднебесной» была транслирована на глубокое мифологическое прошлое. Поэтому Гоминьдан, объявляя, что своей национальной этнической политикой завершает объединение Китая, фактически ведёт страну в никуда. В ответ Дай Цзитао развязал против Гу Цзегана кампанию в прессе и добился запрета учебника для высшей школы, написанного для издательства «Шанъу иншугуань». Обобщающее исследование Гу Цзеганом мифа о Трёх владыках глубокой древности было выпущено в 1936 году.

#### Гу Цзеган об историческом познании
Содержание первого тома «Критики древней истории» определённо свидетельствовало, что Гу Цзеган уже в конце 1920-х годов избавился от позитивистских представлений о тождестве истории и прошлого. Для него прошлое в принципе недостижимо, поскольку передаётся только в виде комплекса исторических представлений; история — ни в коем случае не повествование «о том, что действительно происходило», а только лишь комплекс сведений, которые позволяют объяснить, каким именно образом сложилась ситуация в настоящем. Этим, в частности, можно было объяснить непрерывное «удревнение» истории Китая по мере развития историографии: более отдалённое прошлое предоставляло дополнительные возможности для политического использования древности, в частности, в культе культурных героев, с которыми ассоциировались и отождествлялись правители. Таким образом, Гу Цзеган отказался от традиционного сопоставления исторических текстов и выяснения «кто правдивее», а перешёл на позиции конструктивизма и стал исследовать образы исторического прошлого в разные эпохи. «Теория слоёв историографии» предполагает, что прошлое, каким оно было на самом деле, принципиально непознаваемо, а в изучаемых источниках содержится лишь «прошлое настоящее», приспособленное для тех или иных потребностей текущего момента. Он прямо проводил параллели между историографией и археологией, ибо и там и там могут быть выявлены «культурные слои», и каждая современность имела собственные потребности в прошлом и взгляд на это прошлое; однако историческое отражение текущей эпохи обязательно опирается на комплекс предшествующих представлений. Поэтому историческое повествование принципиально ничем не отличается от художественного нарратива: исторический текст — не более чем метафора событий, о которых повествует; историк, таким образом, конструирует образы истории и создаёт повествование, отражающее его личное видение этих образов. Современники не в состоянии адекватно воспринимать своей реальности, ещё хуже её воспринимают потомки; однако изменение образа реальности во времени возможно проследить по историческим источникам при помощи генетического метода по хронологии. Таким образом, задачей историка является не установление истины, а исчерпание набора её изменений и воссоздание комплексной картины изменений исторического сознания.
Гу Цзегана ещё в 1930-е годы беспокоили параллели между конструированием образа китайской древности в эпоху Хань и аналогичными действиями, которые предпринимали идеологи как Гоминьдана, так и коммунистической партии. История поглощалась политикой, превращаясь в «идеологию, опрокинутую в прошлое», и служила обоснованию телеологической необходимости китайского национализма (у гоминьдановцев) или социализма. Гу, напротив, утверждал, что историческое исследование не может не быть политически обусловленным, в силу социального заказа и личных убеждений историка; но его решительно не устраивала монополизация политического дискурса государством для продвижения определённой доктрины в массы, это знаменовало катастрофические последствия для исторической науки. Ещё в 1935 году Гу Цзеган противопоставил историческое сознание (кит. упр. 历史观念, пиньинь lìshǐ guānniàn, палл. лиши гуаньнянь) прагматическому сознанию (кит. упр. 致用观念, пиньинь zhìyòng guānniàn, палл. чжиюн гуаньнянь); первому свойственен идеализм, аполитичность и академизм, второму — практичность, политический характер, расчётливость.

### Гу Цзеган — этнограф и фольклорист
Гу Цзеган считается отцом-основателем современной китайской фольклористики. С учётом его органического подхода к истории Китая, лёгкость, с которой историк работал в области этнографии и фольклористики, легко объяснима. Сам Гу Цзеган иллюстрировал свой подход при помощи народной легенды о Мэн Цзян-нюй, разные изводы которой весьма многообразны. Общим объединяющим сюжетом является поиск женой своего мужа, мобилизованного при Цинь Ши-хуанди для постройки Великой стены. Не сумев отыскать его останки, она прокляла императора, стена расселась, и кости обнажились. Для историка было неважно, насколько точно эта история отражает реалии эпохи, гораздо сильнее его интересовали разные формы передачи данного сюжета в разное время, географической и этнической среде. Иными словами, фольклор и этнография добавляли дополнительные измерения к картине исторического прошлого Китая. Гу Цзеган утверждал, что собственно историческое исследование является вертикально ориентированным, поскольку оперирует категориями трансформации во времени, например, династий. Этнографо-географический подход является горизонтальным, поскольку рассматривает процессы трансформации в локальном измерении. Гу Цзеган также занимался изучением народных песен на языке или диалекте китайского языка У.
Этноисторический подход, активно разрабатываемый Гу Цзеганом в 1940 — начале 1960-х годов, поставил его в сложные отношения с официальным китайским марксизмом. С одной стороны, он никогда не отрицал, что социальные и экономические факторы играли важнейшую роль в истории Китая, но при этом отказывался перейти к социологической редукции и заявлял, что в изучаемых им областях социально-экономический анализ сужает познавательные возможности. В этом плане Гу Цзеган никогда не мог найти общего языка с Го Можо, и его работой «Древнее общество», с издания которой в 1930 году ведётся отсчёт марксистской историографии Китая. Одной из причин была резкая критика школы Ху Ши, которую возглавлял Го Можо.

### Историческая география. Общество «Юйгун»

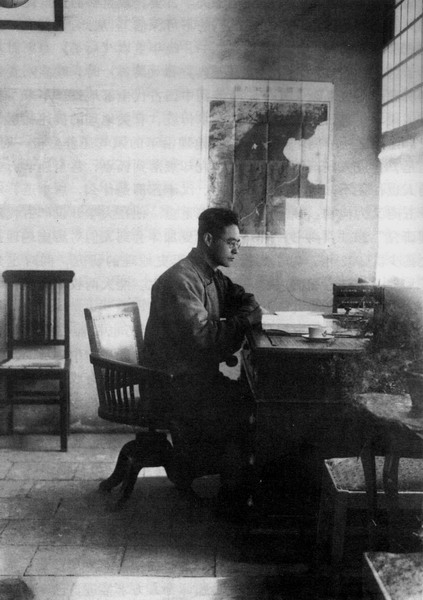
Гу Цзеган — председатель общества «Юйгун». Фото 1937 года

К проблемам исторической географии Гу Цзегана, помимо его текстологических изысканий, подтолкнули археологические открытия Андерсона 1920—1921 годов в Яншао, которые имели типологическое сходство с культурами Евразии, в частности, Трипольской. Эти открытия, казалось, подвели материальную базу под гипотезу Лакупери о западном (ближневосточном или центральноазиатском) происхождении китайской цивилизации. Даже Сунь Ятсен в первой из серии лекций о национализме, вынужден был признать, что цивилизация в Месопотамии существовала задолго до эпохи Трёх владык и пяти императоров. Повторил он и тезис Лакупери, что жители Месопотамии мигрировали в долину Хуанхэ и основали китайскую цивилизацию. Дилетантизм подобных построений возмутил ближайшего друга и коллегу Гу Цзегана — Фу Сыняня, который в 1919 году сформулировал важный для Гу тезис о взаимосвязи этноса и ландшафта, которые порождают историческое развитие. После открытия памятников Луньшани, Фу Сынянь в 1934 году сформулировал гипотезу о многосоставности происхождения китайской цивилизации. Он убедительно обосновал «горизонтальную» связь трёх первых китайских династий, и заявил, что государства Ся, Шан и Чжоу были населены разными этносами и носителями разных культур, и не предшествовали одно другому, а сосуществовали одновременно на соседних территориях, взаимодействовали и поглощали друг друга военным путём. Однако и он рассуждал в категориях «высоких» и «отсталых» культур, и утверждал, что засушливые плоскогорья Лёссового плато не могли породить у Ся и Чжоу особенно развитой культуры, поэтому Шан-Инь, располагаясь в долине Хуанхэ, превосходили их во всех отношениях. Кроме того, будучи последовательным националистом, Фу Сынянь не хотел примириться с западным происхождением китайской цивилизации, пусть даже и в географическом смысле; кроме того, он был уроженцем Шаньдуна.
Гу Цзеган, по сути, решал ту же задачу иными средствами. Осознав выдающуюся роль «инородцев» в историческом развитии Китая, он приступил к привязке мифологических сюжетов к деталям ландшафта. В его интерпретации получалось, что протокитайская общность Тянься была тесно связана с жунами (цзю чжоу), причём обе эти общности географически локализовались на западе Хэнани и в центральной Шэньси. Культ четырёх священных гор жунов в результате превратился в культ пяти священных гор Китая, а жунский тотем Юй превратился в основателя династии Ся.
Начало японской агрессии в Маньчжурии в 1931 году, резко поменяло научные планы Гу Цзегана. Потеря Китаем периферии глубоко тревожила его; более того, он перешёл на крайне националистические позиции и стал призывать к созданию подлинно китайской географической науки. Его раздражало использование термина «Внутренний Китай», который Гу Цзеган в полемическом запале провозгласил японским, используемым для империалистических планов. Этому термину (кит. упр. 本部, пиньинь běnbù, палл. бэньбу) он противопоставил концепцию «Юйгун» (禹贡), названную так по одной из глав «Шу цзина», которая обычно истолковывается как древнейший географический трактат. В результате 1 марта 1934 года Гу Цзеган основал «Общество Юйгун» (禹贡学会), которое издавало одноимённый журнал, выходивший раз в две недели. В англоязычных резюме название этого журнала передавалось как The Evolution of Chinese Geography, а с 1 марта 1935 года как Chinese Historical Geography. Целью общества было заявлено исследование исторической географии и истории традиционной китайской географии, составление исторического атласа Китая, и продолжение штудий цинских учёных, которые в XVIII—XIX веках представили немало ценных этнографо-географических описаний периферии своей империи; но осуществлять их следовало на современном научном уровне. Однако главным в деятельности общества и журнала был националистический аспект: учёные, объединённые в Общество (например, Сюй Даолин), стремились, используя всю совокупность источников (включая археологические и антропологические) доказать, что та или иная область с глубокой древности находилась в ареале китайской цивилизации и принадлежала Китаю. Общество «Юйгун» широко использовало полевые исследования: сам Гу Цзеган совершил длительную поездку в Ганьсу в 1934 году, летом 1936 года была совершена археологическая экспедиция в Ордос для исследования древних ирригационных систем. По результатам его в 1937 году было основано Северо-западное общество содействия миграции и мелиорации, директором которого был избран Гу Цзеган. Журнал также выпускал много материалов по приграничным областям вплоть до своего закрытия в июле 1937 года. Два специальных номера были посвящены северо-западным провинциям, два — дунганам и китайским мусульманам, один — ирригации в Ордосе, два — Внутренней Монголии (тогда провинциям Чахар и Суйюань) и один — Сикану и Тибету.
В феврале 1946 года Гу Цзегану удалось возобновить деятельность общества «Юйгун» в Пекине, первое послевоенное заседание которого прошло 10 марта. Хотя возродить журнал не удалось, ежемесячные отчёты публиковались в специальном приложении к газете «Гоминь жибао», главным образом, их авторами были Ван Гуанвэй, Чжан Чжэньлань и Хоу Жэньчжи. Окончательно общество был ликвидировано уже в 1952 году. Однако заданное направление деятельности общества ощущалось очень долго: под редакцией Гу Цзегана увидел свет атлас исторической географии Китая, а его ученик Тань Цисян в 1988 году закончил издание восьмитомного большого атласа исторической географии Китая. Известным исследователем стал и Хоу Жэньчжи — единственный член Общества и китайский учёный, который специально получил на Западе специальность по исторической географии.

## Семья

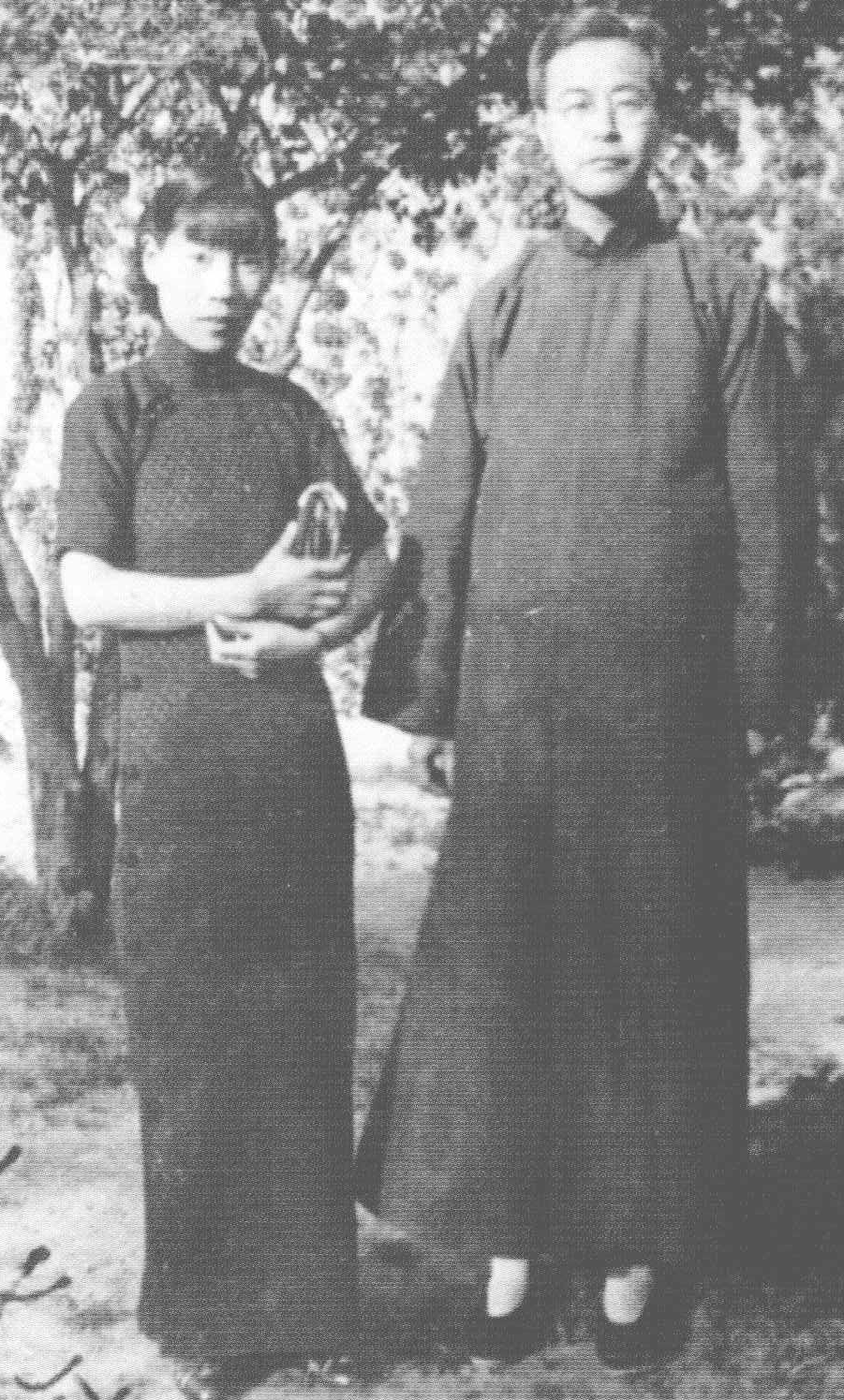
Гу Цзеган со своей второй женой Инь Люйань. Фото 17 апреля 1937 года

Поскольку Гу Цзеган являлся единственным наследником не слишком процветающего рода, в 13 лет его обручили с девицей У Чжэнлань (吴征兰), четырьмя годами его старше. Они вступили в брак 27 декабря 1910 года; у супругов было двое дочерей — Гу Цзымин и Гу Цзычжэнь. Когда Гу учился в Пекине, его семья оставалась в родительском доме в Сучжоу. В ночь на 1 августа 1918 года У Чжэнлань скончалась от туберкулёза в возрасте 30 лет. Её смерть привела к сильному ухудшению отношений Гу с отцом, которого сын обвинил в дурном обращении с больной невесткой. После смерти жены Гу Цзеган решил как можно скорее жениться во второй раз. В его дневнике записано, что друзья и родные предложили в общей сложности 34 кандидатуры, но всех кандидаток на роль супруги отпугивали учёные занятия Гу, и то, что он был равнодушен к карьере и не заботился о заработках. Впрочем, у молодого учёного тоже были требования к будущей супруге (дневниковая запись от 5 января 1919 года):

Во-первых, она должна иметь стремление и склонность к учению, пусть её собственные познания для начала будут невелики; нечего и говорить, что стремление должно быть добровольным. Во-вторых, она должна довольствоваться малым, быть тихой и уравновешенной, не склонной к скандалам, не расточительной, и умеющей вести домашнее хозяйство. Наконец, она должна следовать за мужем и в бедности, и в богатстве.
Ван Басян сосватал ему в 1919 году студентку Инь Люйань (殷履安), которая полностью отвечала первому и главному требованию. Брак оказался бездетен, Инь Люйань воспитывала дочерей от первой жены Гу. Она скоропостижно скончалась от последствий малярии 3 мая 1943 года в Чунцине, в тот день Гу председательствовал на собрании по подготовке открытия Китайского исторического общества. Похороны Инь Люйань оказались нелёгким делом для профессора с жалованьем 3000 юаней в месяц, когда предписанные церемонии и место на кладбище стоили во время войны до 80 тысяч. Гу Цзеган чрезвычайно скорбел по супруге, в дневнике даже содержались мысли о самоубийстве. Судя по ноябрьской переписке 1947 года с Ху Ши, переживания Гу Цзегана тогда ещё далеко не утихли; оставил он и поэтическую биографию Инь Люйань. Ещё в период брака с Инь Люйань Гу Цзеган испытывал влюблённость в свою студентку Тан Муюй (谭慕愚), но она категорически отвергла его притязания, хотя их переписка тянулась многие годы.
1 июля 1944 года Гу Цзеган женился на учительнице Чжан Цзинцю (张静秋); этот брак продлился до самой кончины учёного. Чжан Цзинцю была родом из Туншани в Цзянсу, окончила Пекинский педагогический институт по отделению иностранных языков. После начала японо-китайской войны она эвакуировалась в Гуйлинь, а затем в Чунцин, где была коллегой Гу Цзегана по университету Чжунхуа. К моменту замужества ей было 36 лет. Друзья расценили этот брак как «скоропалительный», тогда как сам Гу Цзеган писал в дневнике 28 июня, что слишком много людей вокруг испытывают скорби и тяготы от войны, и настаивал, чтобы свадебные подарки по стоимости не превышали 30 000 юаней. Супруга полностью посвятила себя мужу и дому. У Гу Цзегана и Чжан Цзинцю было четверо детей, старшая дочь — Гу Чао (родившаяся в 1946 году) — стала биографом своего отца, как и её сестра Гу Хун (родилась в 1947). Также в браке родилась дочь Гу Цзе (1949), и, наконец, сын Гу Дэкан (1951).

## Наследие. Память
В период 1930—1960 годов Гу Цзеган и его коллеги имели возможность личного общения с западными, советскими и японскими синологами, среди которых выделялись Херли Крил, Вольфрам Эберхард, Хираока Такэо, Каидзука Сигэки, Бернхард Карлгрен, Оуэн Латтимор, Борис Рифтин, Рудольф Вяткин, Артур Уэйли. Данные контакты способствовали распространению идей и методологии исследования проблем Древнего Китая. Тем не менее, единственным монографическим исследованием на западном языке остаётся монография Лоренса Шнейдера (ученика Джозефа Левенсона), опубликованная Калифорнийским университетом в Беркли в 1971 году. В общем, в историографии не выработалось единого подхода к восприятию наследия Гу Цзегана: разные исследователи могли характеризовать его и как традиционалиста и как антитрадиционалиста, как проводника политики Гоминьдана и Коммунистической партии Китая, и как политически нейтрального исследователя. Л. Шнейдер подчёркивал антитрадиционализм Гу Цзегана, за что был раскритикован Урсулой Рихтер, которая заявила, что он слишком увлекался «левенсоновскими» обобщениями. Профессор университета Гонконга Хань Цзыци иронизировал: «„Антитрадиционный“ Гу, по-видимому, гордился древней культурой своего народа, а Гу — приверженец научного метода, вероятно, считает, что Китай останется Китаем даже после победы „научной революции“».
Библиотека Гу Цзегана — более 46 000 томов — сохранена в Информационном центре АОН Китая (中国社会科学院文献资讯中心). В 2010 году в издательстве «Чжунхуа шуцзюй» в свет вышло полное собрание сочинений Гу Цзегана в 59 цзюанях и 62 томах; приурочено оно было к 30-летию кончины учёного. Его главными инициаторами выступили дочери Гу Цзегана — Гу Чао и Гу Хун, а также Ван Ихуа. Оно разделено на 8 разделов: «Древняя история» (13 томов), «Фольклористика» (2 тома), «Заметки и конспекты» (17 томов), «Переписка» (5 томов), «Дневники» (12 томов с именным указателем), «Памятное из Сада драгоценного сокровища» (6 томов), «Цинские каноноведы» (5 томов), «Библиография по древней истории» (2 тома). Всего 35 288 страниц и порядка 25 000 000 иероглифов. Решение об его издании принималось на самом высоком уровне, собрание сочинений упоминалось в плане 15-й пятилетки в КНР и финансировалось по программе Национального издательского фонда, став первым проектом, осуществлённым в его рамках. Издание дневников и переписки было санкционировано как ценный источник не только по личным обстоятельствам жизни учёного, но и развития китайской науки и общества в течение XX века. Дневник впервые был начат в октябре 1913 года, и вёлся более или менее регулярно и непрерывно с 1921 года. В корпус переписки вошло 1800 единиц, в том числе более 700 посланий личного характера. В разделе о древней истории помещены также университетские и школьные учебники, написанные Гу Цзеганом, а 10-й том (в двух частях) занят материалами по переводу «Шан шу» на современный китайский язык — крупнейшее научное достижение Гу Цзегана последних десятилетий его жизни. Раздел «Заметок» представляет «творческую кухню» исследователя: с 1914 года до самой смерти Гу Цзеган имел обыкновение конспектировать и писать замечания на прочитанное; общий объём их превышал 6 миллионов иероглифов. «Памятное из Сада драгоценного сокровища» (宝树园文存) названо по имени родового дома семейства Гу, и включает статьи в различных периодических изданиях. Каноноведческая часть включала материалы и факсимиле авторской рукописи планируемой Гу Цзеганом в 1920-е годы библиотеки-серии, включавшей сочинения более чем 500 учёных династии Цин. Библиография описывала более 6000 сочинений из домашнего собрания Гу Цзегана.